# Rugby club toulonnais
Pour les articles homonymes, voir RCT.
Maillots
Actualités
Dernière mise à jour : 23 septembre 2024.
Le Rugby Club toulonnais est un club français de rugby à XV et basé à Toulon (Var). Il est actuellement présidé par Bernard Lemaître. L'équipe première, entraînée par Pierre Mignoni, évolue en Top 14 depuis 2008 et dispute selon les années la coupe d'Europe ou le challenge européen.
Le club est fondé le 3 juin 1908 à la suite de la fusion de l'Étoile sportive toulonnaise, du Racing Club et du Sporting Club fondés quelques années auparavant.
Il est sacré trois fois champion de France de première division en 1931 — championnat qui se joue sans 12 équipes majeures qui avaient alors en sécession de la FFR fondé l'UFRA (Toulouse remporte cette année-là le Tournoi des Douze) —, 1987 et 1992, avant de connaître en 2000 une rétrogradation administrative en Pro D2. Champion de France de Pro D2 2005, le RCT monte en Top 14, mais ses résultats sur le terrain le font redescendre dès 2006. En 2008, à nouveau champion de France de Pro D2, il retrouve le Top 14, qu'il n'a plus quitté depuis.
Il est le premier club européen à remporter trois coupes d'Europe consécutives, en 2013, 2014 et 2015. En 2014, il remporte son quatrième titre de champion de France, réalisant ainsi un doublé historique Coupe d'Europe-Championnat.
En mai 2023, il remporte pour la première fois de son histoire la Challenge Cup, 10 ans après son premier titre européen. Il devient alors le premier club à avoir remporté la Coupe d'Europe, le championnat de France, et le Challenge européen.
Le Rugby club toulonnais s'installe au stade Mayol au début de la saison 1920-1921. Depuis 1998, il possède un centre de formation sur lequel s'appuie l'équipe première ainsi qu'une équipe féminine depuis 2016.

## Historique
L'association Rugby club toulonnais est créée le 3 juin 1908. En 1931, le club devient champion de France face au Lyon olympique universitaire dans la période où 12 clubs parmi les plus prestigieux, s'opposant à l'amateurisme marron et à ses dérives, quittent le championnat de France et forment l’UFRA (Union française de rugby amateur). Il échoue ensuite quatre fois consécutivement en finale, en 1948, 1968, 1971 et 1985. Après avoir terminé premier club français à l'issue des matchs de poules, il remporte son deuxième titre de champion de France en 1987, en battant le Racing club de France ; puis dispute une autre finale deux ans plus tard en 1989 avant de remporter son troisième titre en 1992, face au Biarritz olympique pour le dernier match de Serge Blanco.
Le virage du professionnalisme est pris dans la douleur. Le 12 mai 1998, une SAOS (société anonyme à objet sportif) est créée pour gérer la section professionnelle. Le 24 juillet 2000, en raison d'un déficit cumulé de 10 millions de francs (un peu plus de 1,9 million d'euros 2017), le club est rétrogradé administrativement en Pro D2. En 2005, champion de France de Pro D2, il réintègre l’élite. Mais, dès 2006, il retombe en division inférieure.
Le 15 juin 2006, la SAOS devient une SASP (société anonyme sportive professionnelle). Mourad Boudjellal et Stéphane Lelièvre, qui la contrôlent à 51 %, sont coprésidents. Ils recrutent de façon spectaculaire, faisant venir en Pro D2 des joueurs de l’élite, tel que l'emblématique capitaine des All Blacks Tana Umaga.
Le 15 mai 2007, le coprésident Stéphane Lelièvre se met en retrait. Mourad Boudjellal devient majoritaire, et seul président du club. En 2008, grâce à des joueurs de dimension mondiale telles que Andrew Mehrtens, George Gregan, Victor Matfield et Anton Oliver, le RCT est champion de France de Pro D2, et retrouve une nouvelle fois le Top 14. Sonny Bill Williams signe alors sur la rade aux côtés de Jerry Collins et Joe Van Niekerk qui devient capitaine. La légende Jonny Wilkinson s'engagera au RCT l'année suivante et Philippe Saint-André est nommé entraîneur, jusqu'à l'automne 2011, où Bernard Laporte arrive comme entraîneur.

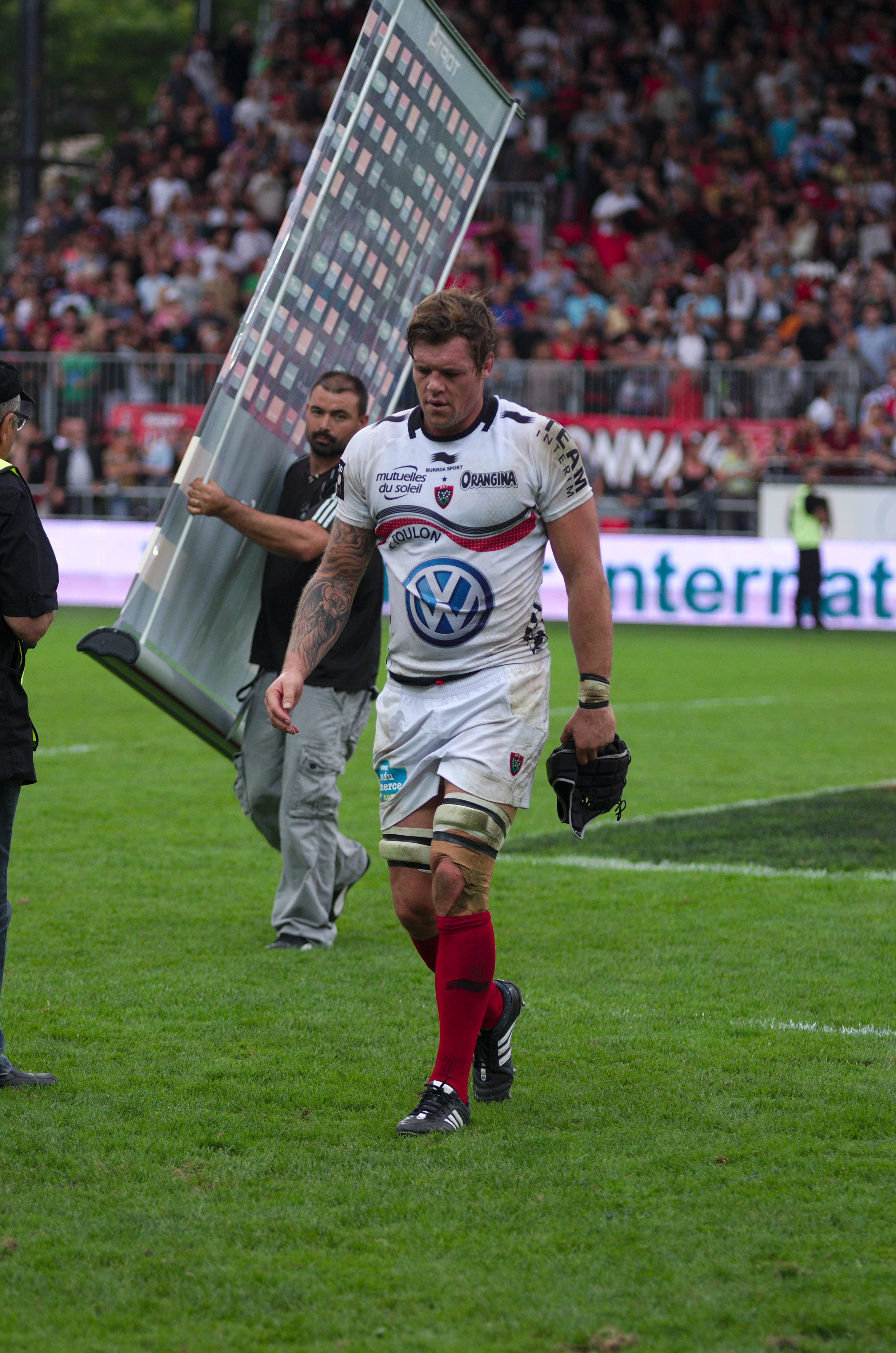
Le troisième ligne centre Joe Van Niekerk.

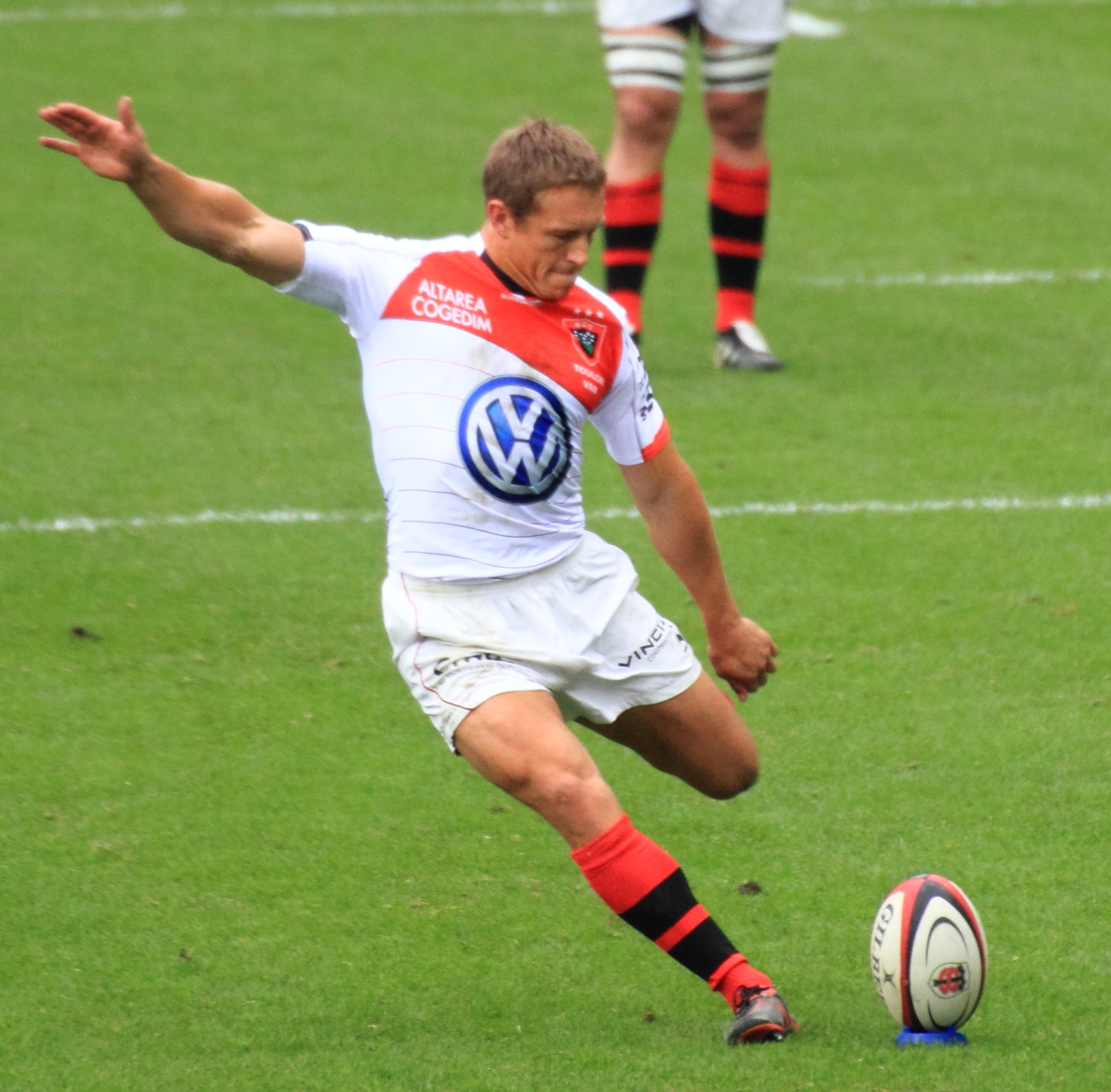
Jonny Wilkinson, demi d'ouverture du RCT, en 2011.

En 2012, s'ouvre une période faste de trois saisons durant lesquelles Boudjellal et Laporte peuvent compter sur des joueurs d'exception comme le pilier droit Carl Hayman, le deuxième ligne Bakkies Botha, les troisièmes lignes Joe Van Niekerk, Steffon Armitage, Juan Martín Fernández Lobbe et Juan Smith, le demi d'ouverture Jonny Wilkinson, le demi d'ouverture et centre Matt Giteau, l'ailier David Smith et l'arrière Delon Armitage. En 2013, le RC Toulon devient champion d'Europe en battant en finale l'ASM Clermont Auvergne. Toulon échoue de peu en finale du championnat de France face au Castres olympique, manquant le doublé historique Top 14-Coupe d'Europe. En 2014, il remporte une nouvelle fois le titre en battant en finale les Saracens. Cette année-là, il réussit le doublé : il prend sa revanche en remportant contre le Castres olympique son quatrième titre de champion de France. En 2015, face à Clermont, les Toulonnais remportent pour la troisième fois consécutive la Coupe d'Europe — une première dans l'histoire du rugby. À l'issue de la saison, une page se tourne. Jonny Wilkinson a pris sa retraite sportive l'année précédente. C'est au tour à présent de Carl Hayman, de Bakkies Botha et de David Smith de quitter le club.
En 2016, en Coupe d'Europe, le RCT est éliminé dès les quarts de finale par le Racing 92. En finale du Top 14, il retrouve le Racing 92. Il s'incline une nouvelle fois. Bernard Laporte quitte le club. En 2017, en Coupe d'Europe, le RC Toulon est éliminé par Clermont en quart de finale. En finale du Top 14, il s'incline face à ce même Clermont. En 2018, en Coupe d'Europe, Toulon est battu par le Munster en quart de finale. En Top 14, il s'incline face à Lyon en barrage. Pour la première fois depuis sept ans, Toulon ne dispute aucune finale. Dans la saison 2018-2019, en Coupe d'Europe, Toulon est virtuellement éliminé dès la quatrième journée des matchs de poule, le 16 décembre 2018, en perdant face à Montpellier (34-13). En Top 14, il n'est pas qualifié pour les phases finales : il termine 9e de la saison régulière.
En juin 2018, Mourad Boudjellal permet à la holding de Bernard Lemaître, homme d'affaires qui a fait fortune dans l'industrie bio-pharmaceutique, une prise de participation à hauteur de 25 % du capital du RC Toulon. Après deux nouvelles phases d’investissement, la holding Financière de la Seigneurie devient majoritaire, à 65 %, au capital du RCT en décembre 2019. Mourad Boudjellal perd alors le contrôle du club, mais il est conservé au poste de président. Enfin, en février 2020, la Financière de la Seigneurie devient actionnaire à 99 %. Bernard Lemaître est nommé président.
Fin octobre 2021, en conséquence du début de saison décevant du RCT en Top 14, le club se sépare de son entraîneur Patrice Collazo, en commun accord des deux parties. Quelques jours plus tard, l'arrivée de Franck Azéma est officialisée, avec un contrat allant jusqu'en 2023.
L'équipe atteint la finale du challenge européen mais manque la qualification en championnat.
Lors de la saison 2022-2023, à l'initiative du président Bernard Lemaître, le Hall of Fame du club est créé. Le 18 avril 2023, huit anciens joueurs du club sont intronisés : sur la période 1908-1959, Marcel Baillette et Marcel Bodrero, pour la période 1960-1979, Christian Carrère et André Herrero, puis entre 1980 et 1999 Éric Champ et Jérôme Gallion, et enfin entre 2000 et 2020 : Joe van Niekerk et Jonny Wilkinson.

## Palmarès
Le tableau suivant récapitule les performances du Rugby club toulonnais dans les diverses compétitions françaises et européennes.
| Compétitions internationales | Compétitions nationales |
| --- | --- |
| Coupe d'Europe - Vainqueur (3) : 2013, 2014 et 2015 Challenge européen/Cup - Vainqueur (1) : 2023 - Finaliste (4) : 2010, 2012, 2020 et 2022 Rugby Masters - Finaliste (2) : 2015 et 2016 | Championnat de France de première division - Champion (4) : 1931, 1987, 1992 et 2014 - Vice-champion (9) : 1948, 1968, 1971, 1985, 1989, 2012, 2013, 2016 et 2017 Championnat de France de deuxième division - Champion (2) : 2005 et 2008 - Vice-champion (1) : 2001 Championnat de France de deuxième série - Vice-champion (1) : 1909 |
| Compétitions nationales disparues | Compétitions de jeunes |
| Challenge Yves du Manoir - Vainqueur (2) : 1934 et 1970 - Finaliste (3) : 1939, 1954 et 1983 Challenge du club complet - Vainqueur (3) : 1955, 1974 et 1990 Challenge Jean Bouin - Vainqueur (1) : 1986 Challenge Antoine Béguère - Finaliste (2) : 1978 et 1980 Champion du Littoral - Annuellement entre 1908 et 1921 | Championnat de France des réserves - Champion (11) : 1928 (Équipe IV), 1931, 1932, 1933, 1956, 1964, 1973 (Nationale B), 1974 (Nationale B), 1988 (Nationale B), 1993 (Nationale B) et 1995 - Vice-champion (5) : 1935, 1954, 1955, 1986 (Nationale B) et 1990 Challenge des Provinces Nationale B - Vainqueur (1) : 1993 Championnat de France espoirs - Champion (1) : 2019 - Vice-champion (3) : 1996, 2011 et 2025 Challenge des Provinces espoirs - Vainqueur (1) : 1998 Coupe Frantz-Reichel - Vainqueur (3) : 1997, 1998 et 2010 - Finaliste (3) : 1974, 1996 et 2005 Challenge des Provinces Reichel - Vainqueur (3) : 1985, 1997 et 1998 Coupe René-Crabos - Vainqueur (2) : 2016 et 2017 Challenge des Provinces Crabos - Vainqueur (3) : 1988, 1994 et 1996 Championnat de France Alamercery - Champion (2) : 1974 et 2007 - Vice-champion (1) : 1975 Championnat de France Gaudermen - Champion (1) : 1974 - Vice-champion (5) : 1955, 1990, 2003, 2004, 2015 et 2025 Super Challenge de France Élite, - Vainqueur (2) : 2014 et 2025 - Vice-champion (1) : 2016 |

### Finales de l'équipe première
Les finales de l'équipe première du club toulonnais sont données dans le tableau suivant.

#### Coupe d'Europe
| Compétition        | Date de la finale | Vainqueur          | Score   | Finaliste        | Lieu de la finale                    | Spectateurs |
| ------------------ | ----------------- | ------------------ | ------- | ---------------- | ------------------------------------ | ----------- |
| Challenge européen | 23 mai 2010       | Cardiff Blues      | 28 – 21 | RC Toulon        | Stade Vélodrome, Marseille           | 48 875      |
| Challenge européen | 18 mai 2012       | Biarritz olympique | 21 – 18 | RC Toulon        | The Stoop, Twickenham                | 9 376       |
| Coupe d'Europe     | 18 mai 2013       | RC Toulon          | 16 – 15 | ASM Clermont     | Aviva Stadium, Dublin                | 50 148      |
| Coupe d'Europe     | 24 mai 2014       | RC Toulon          | 23 – 6  | Saracens         | Millennium Stadium, Cardiff          | 67 578      |
| Coupe d'Europe     | 2 mai 2015        | RC Toulon          | 24 – 18 | ASM Clermont     | Twickenham, Londres                  | 56 662      |
| Challenge européen | 16 octobre 2020   | Bristol Bears      | 32 - 19 | RC Toulon        | Stade Maurice-David, Aix-en-Provence | 1 000       |
| Challenge européen | 27 mai 2022       | LOU rugby          | 30 - 12 | RC Toulon        | Stade Vélodrome, Marseille           | 53 545      |
| Challenge européen | 19 mai 2023       | RC Toulon          | 43 - 19 | Glasgow Warriors | Aviva Stadium, Dublin                | 31 514      |

| Compétition   | Date de la finale | Vainqueur | Score   | Finaliste | Lieu de la finale   | Spectateurs |
| ------------- | ----------------- | --------- | ------- | --------- | ------------------- | ----------- |
| Rugby Masters | 5 février 2015    | Sharks    | 12 – 10 | RC Toulon | Stade Mayol, Toulon | 13 350      |
| Rugby Masters | 5 février 2016    | Sharks    | 29 – 21 | RC Toulon | Stade Mayol, Toulon | 8 500       |

#### Championnat de France
| Compétition                          | Date de la finale | Vainqueur         | Score      | Finaliste             | Lieu de la finale                 | Spectateurs |
| ------------------------------------ | ----------------- | ----------------- | ---------- | --------------------- | --------------------------------- | ----------- |
| Championnat de France de 2e série    | 18 avril 1909     | US Montauban      | 15 – 3     | RC Toulon             | Stade Sapiac, Montauban           |             |
| Championnat de France                | 10 mai 1931       | RC Toulon         | 6 – 3      | Lyon OU               | Parc Lescure, Bordeaux            | 10 000      |
| Championnat de France                | 18 avril 1948     | FC Lourdes        | 11 – 3     | RC Toulon             | Stade des Ponts Jumeaux, Toulouse | 29 753      |
| Championnat de France                | 16 juin 1968      | FC Lourdes        | 9 – 9 ap   | RC Toulon             | Stadium municipal, Toulouse       | 28 526      |
| Championnat de France                | 16 mai 1971       | AS Béziers        | 15 – 9 ap  | RC Toulon             | Parc Lescure, Bordeaux            | 27 737      |
| Championnat de France                | 25 mai 1985       | Stade toulousain  | 36 – 22 ap | RC Toulon             | Parc des Princes, Paris           | 37 000      |
| Championnat de France                | 2 mai 1987        | RC Toulon         | 15 – 12    | Racing club de France | Parc des Princes, Paris           | 48 000      |
| Championnat de France                | 27 mai 1989       | Stade toulousain  | 18 – 12    | RC Toulon             | Parc des Princes, Paris           | 48 000      |
| Championnat de France                | 6 juin 1992       | RC Toulon         | 19 – 14    | Biarritz olympique    | Parc des Princes, Paris           | 48 000      |
| Championnat de France de 2e division | 19 mai 2001       | US Montauban      | 15 – 9     | RC Toulon             | Stade des Costières, Nîmes        | 18 000      |
| Championnat de France                | 9 juin 2012       | Stade toulousain  | 18 – 12    | RC Toulon             | Stade de France, Saint-Denis      | 79 612      |
| Championnat de France                | 1er juin 2013     | Castres olympique | 19 – 14    | RC Toulon             | Stade de France, Saint-Denis      | 80 033      |
| Championnat de France                | 31 mai 2014       | RC Toulon         | 18 – 10    | Castres olympique     | Stade de France, Saint-Denis      | 80 174      |
| Championnat de France                | 24 juin 2016      | Racing 92         | 29 – 21    | RC Toulon             | Camp Nou, Barcelone               | 99 124      |
| Championnat de France                | 4 juin 2017       | ASM Clermont      | 22 – 16    | RC Toulon             | Stade de France, Saint-Denis      | 79 771      |

#### Coupes et Challenges nationaux
| Compétition              | Date de la finale | Vainqueur                     | Score   | Finaliste | Lieu de la finale              | Spectateurs |
| ------------------------ | ----------------- | ----------------------------- | ------- | --------- | ------------------------------ | ----------- |
| Challenge Yves du Manoir | 18 mars 1934      | RC Toulon et Stade toulousain | 0 – 0   |           | Stade des Iris, Villeurbanne   |             |
| Challenge Yves du Manoir | 11 décembre 1938  | Section paloise               | 5 – 0   | RC Toulon | Parc Lescure, Bordeaux         |             |
| Challenge Yves du Manoir | 30 mai 1954       | FC Lourdes                    | 28 – 12 | RC Toulon | Stade Mayol, Toulon            |             |
| Challenge Yves du Manoir | 23 mai 1970       | RC Toulon                     | 25 – 22 | SU Agen   | Stade Yves-du-Manoir, Colombes |             |
| Challenge Yves du Manoir | 4 juin 1983       | SU Agen                       | 29 – 7  | RC Toulon | Parc des Princes, Paris        | 5 083       |

### Records et distinctions de l'équipe première
En 1987, le RCT est élu par le journal L'Équipe meilleur club de l'année, mais aussi meilleure attaque.
En 2014, le RCT devient le deuxième club français à réussir le doublé Championnat-Coupe d'Europe après le Stade Toulousain
À l'échelle européenne, cinq autres clubs ont déjà réussi le doublé : Toulouse (en 1996, 2021 et 2024), Leicester (en 2001), les Wasps (en 2004), le Leinster (en 2018) et les Saracens (en 2019).
En mai 2014, Steffon Armitage est élu par l'ERC meilleur joueur européen de la saison 2013-2014. Il succède à un autre joueur toulonnais, Jonny Wilkinson. En octobre, lors de la onzième Nuit du rugby, le RCT fait le plein de récompenses pour la saison 2013-2014 : meilleur joueur du Top 14 (Matt Giteau), meilleur staff du Top 14 (Bernard Laporte, Jacques Delmas et Pierre Mignoni) et « Trophée d'honneur du Top 14 » (Jonny Wilkinson). En janvier 2015, le RCT est sur une première liste des meilleures équipes du monde de l'année 2014, en vue des Laureus World Sports Awards, aux côtés du Real Madrid, de l'équipe de basket des Spurs de San Antonio et de l'équipe de Formule 1 Mercedes. En février, il ne fait pas partie des six nommés, mais c'est la première fois qu'un club de rugby est en lice.
En mai 2015, le RCT remporte une troisième Coupe d'Europe consécutive. C'est une première dans l'histoire du rugby, et un fait rare dans l'histoire du sport international. Les Toulonnais détiennent donc le record du nombre de victoires successives. Au total du nombre de victoires, ils se classent troisième du palmarès européen (trois victoires), derrière Toulouse (6 victoires en 1996, 2003, 2005, 2010, 2021 et 2024) et le Leinster (4 victoires en 2009, 2011, 2012 et 2018).

## Identité du club

### L'emblème

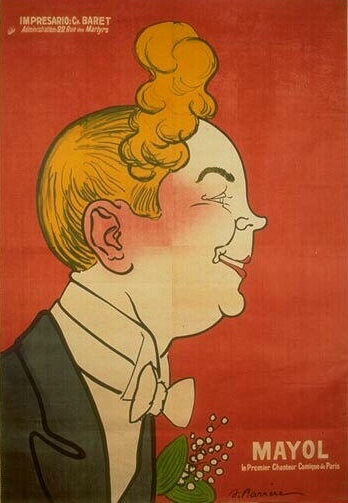
Félix Mayol dessiné en 1904 avec son brin de muguet au revers de la veste.

Le chanteur Félix Mayol, le dernier grand nom du café-concert, l'interprète de Viens, Poupoule, est né à Toulon le 18 novembre 1872, et mort sur les hauteurs du cap Brun le 1er novembre 1941. Il est à l'origine du brin de muguet figurant sur l'écusson du RCT. Le 1er mai 1895, juste avant sa première au Concert parisien, il ne trouve pas de camélia pour glisser à sa boutonnière. Il le remplace par un brin de muguet qu'une amie, Jenny Cook, lui a offert le matin même à sa descente de train. Le brin de muguet porte chance au jeune provincial : il est engagé pour trois ans. Il décide d'en faire son emblème, et en fleurit dès lors le revers de sa jaquette. En 1921, le muguet de « Parrain Félix » devient l'emblème du Rugby club toulonnais. Clin d'œil à la chance, le brin qui orne l'écusson porte 13 clochettes. En juin 2015, le club dévoile un logo modernisé. Il met en avant l'identité de la ville de Toulon, au détriment du sigle RCT, afin d'améliorer son identification.

Évolution du logo
Logo de 1919 à 1994.
Logo de 1994 à 2015.
Logo depuis 2015.

### Rivalités
Toulon et le FC Grenoble nourrissent une longue rivalité, en raison du jeu physique et rude des deux équipes. Leurs rencontres ont souvent été tendues. Mais l'arrivée du professionnalisme et la vigilance des caméras de télévision assagissent les joueurs, et font évoluer les mentalités. De l'avis des deux camps, cette rivalité appartient au passé.
Le RCT partage une importante histoire commune avec le Stade toulousain, qui le parraine en 1908. Les deux grands clubs rouge et noir deviennent au fil des années des rivaux. Les finales de Championnat entre Toulonnais et Toulousains sont particulièrement âpres, comme en témoigne celle de 1985. Celle de 2012 ranime les passions des deux côtés. Même les matchs de phase régulière entre ces deux équipes restent un moment fort : le 28 mars 2015, le match Toulon-Toulouse réunit au stade Vélodrome de Marseille 64 819 personnes, ce qui, à cette date-là, constitue un record à Marseille, tous sports confondus.
Dans les années 2010, Toulon est en rivalité avec l'ASM Clermont Auvergne, rivalité due en grande partie à la pression médiatique, à la préoccupation des journalistes de donner au rugby français un véritable « classico ». D'autant que les images des deux clubs s'opposent. L'ASM, note Éric Bayle, est « une valeur très sûre, une garantie de beau jeu » ; mais, malgré de très grands joueurs, elle n'a pas le poids médiatique que procurent à Toulon son palmarès et « le bling-bling de l'effectif ». Les deux équipes se rencontrent plusieurs fois dans les phases finales. En 2010, en demi-finale du Top 14, Clermont l'emporte (35-29) au terme d'un match à rebondissements. En 2012, toujours en demi-finale du Top 14, les Toulonnais prennent leur revanche (15-12) grâce à une pénalité réussie à la 78e minute par Jonny Wilkinson. Mais le paroxysme de cette rivalité se trouve en Coupe d'Europe. Les deux clubs s'affrontent deux fois en finale, pour deux victoires des Varois (en 2013 et en 2015). Le RCT et l'ASM étant connus pour avoir des supporters passionnés, les attaques verbales sont fréquentes — les présidents des deux clubs n'étant pas en reste.

### Supporters

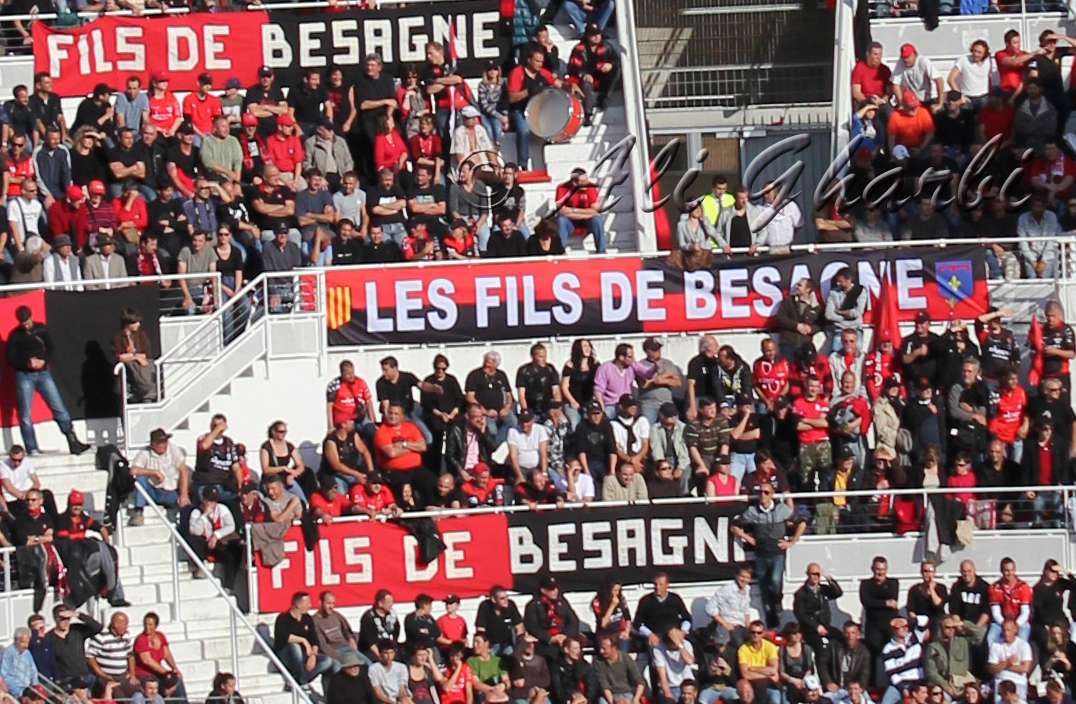
Les supporters du club des Fils de Besagne lors du match RCT-Perpignan en avril 2011.

Toulon jouit d'une forte cote de popularité, notamment dans le sud-est de la France : le RCT est souvent représenté comme le club de la Provence. Il est également supporté ailleurs dans le pays. Il possède deux clubs de supporters à Paris, « Les Fadas de Paris » et le « Club supporters Rugby club toulonnais de Paris » ; et un dans le Nord-Pas-de-Calais, « Les Ch'tis toulonnais ». Le site officiel du RCT donne les noms de huit clubs de supporters locaux : Les Fadas, Les Fils de Besagne, Mayol's Club Toulon, Les Mordus du RCT, Les Z'acrau du RCT, Les Dragons du Pradet, Les Bulls et Les Corsaires de La Rade.
Depuis la finale de 1985 perdue contre le Stade toulousain, les supporters toulonnais ont pris l'habitude de faire le déplacement en nombre lors des finales de Championnat à Paris. En 1992, ils sont plus de 30 000 à envahir les rues de la capitale pour la finale face au Biarritz olympique. Le Parc des Princes ne pouvant accueillir que 15 000 supporters de chaque équipe, nombreux sont les Toulonnais à regarder la finale dans les bars de Saint-Germain-des-Prés ou de Boulogne-Billancourt. Plus de 40 000 personnes fêtent sur le port de Toulon le titre de champion de France. En 2012, 2013 et 2014, plus de 12 000 Toulonnais montent dans la capitale pour assister à la finale du championnat de France. Des TGV spéciaux sont affrétés par la SNCF. Ce véritable « débarquement » donne souvent lieu à des scènes de fête gare de Lyon et place de la Bastille, lieux de rendez-vous des supporters toulonnais avant de se rendre au Stade de France.
L'ambiance du stade Mayol est connue pour être fervente, quoique pas toujours des plus fair-play. « Ceux qui y ont joué, dit Daniel Herrero, gardent tous le souvenir d'un climat particulier, d'une ambiance à la fois chaleureuse et un peu oppressante. Ici, à la moindre chandelle, le public se met à chanter ! »

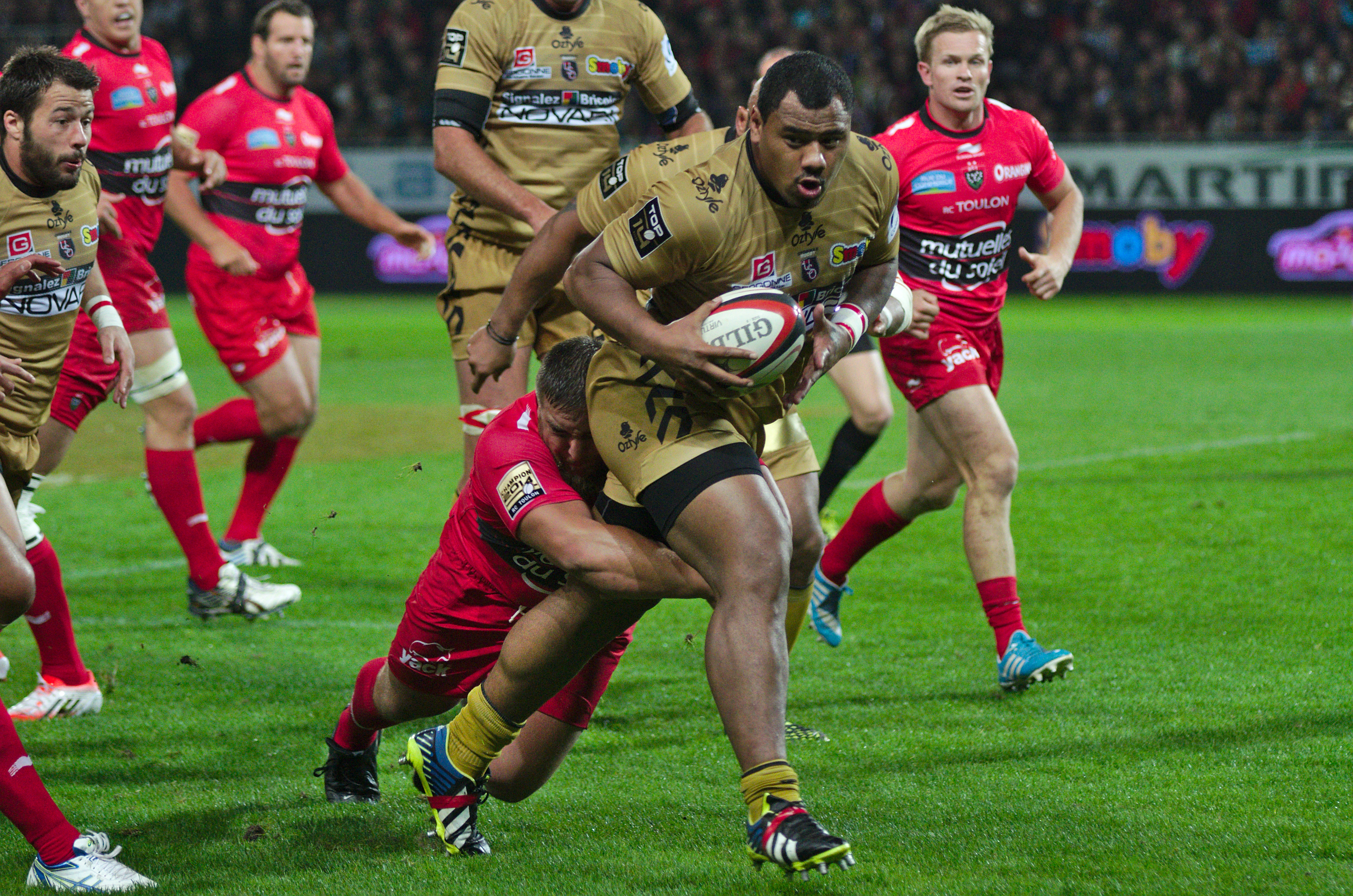
Xavier Chiocci, au plaquage sur Paul Ngauamo, d'Oyonnax.

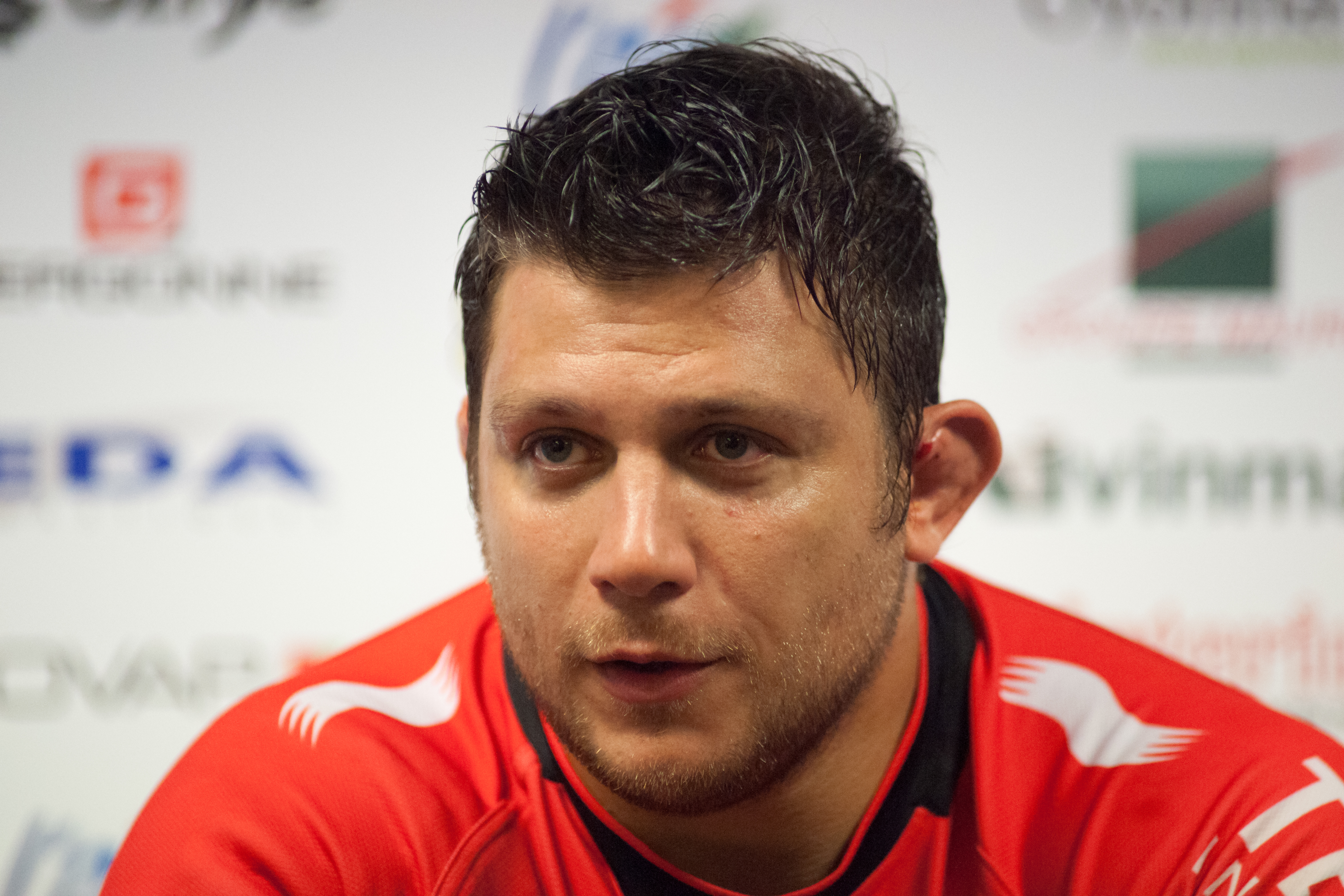
Alexandre Menini.

L'arrivée des joueurs au stade Mayol est un rituel fort de l'avant-match, où les supporters rouge et noir communient avec leurs joueurs. « La descente du bus » est ce moment où les joueurs, depuis leur bus, gagnent à pied les vestiaires situés sous le stade. Ils doivent parcourir une petite rue d'une soixantaine de mètres. Des centaines de supporters se pressent dans cette ruelle et sur les toits avoisinants. Ceux de la ruelle forment une haie d'honneur, ne laissant qu'un étroit passage aux joueurs. Ils touchent chacun à son passage, l'encouragent. Ils donnent, selon certains joueurs, « une force supplémentaire ». Ils transmettent, dit le journaliste Arnaud Coudry, « toute la rage d’une ville qui ne vibre que pour le ballon ovale. Car ils sont là pour exhorter leurs guerriers à tout donner, leur rappeler l’impératif de victoire dans le chaudron toulonnais. » Le pilier gauche Xavier Chiocci parle d'« un moment absolument énorme. Tu sens véritablement tout le public qui est derrière toi. Les gens te touchent, te tapent sur l’épaule, c’est quelque chose qui te pousse et qui te met tout de suite dans ton match. C’est magique. » Autre pilier gauche, Alexandre Menini rappelle que partout ailleurs les rugbymen « écoutent de la musique pour se mettre dans leur bulle avant un match. Moi, le premier. Mais, à Toulon, c’est différent : tous les gars enlèvent leurs casques pour entendre et s’imprégner de la ferveur du public. » Cette communion est devenue célèbre. Lors des matchs importants, elle peut devenir très impressionnante. Le sélectionneur du XV d'Angleterre, frappé par les images de cet intense cheminement des joueurs toulonnais, met en place une pratique similaire en 2013, lors de l'arrivée de ses joueurs à Twickenham.

#### Abonnés
Pour la saison 2019/2020, le RCT compte 8 000 abonnés dont 1 500 ayant souscrit l’offre « fidélité » leur garantissant un abonnement pour les quatre prochaines saisons, la dernière année leur étant offerte si le RCT ne remporte aucun trophée d’ici là. Sur les 8 000 abonnés, 1 800 le sont à travers 500 entreprises partenaires.

### Pilou-Pilou
Le Pilou-Pilou est un chant de ralliement, un « terrible cri de guerre » poussé par les supporters du RCT avant et après le match — et parfois pendant. Il est créé dans les années 1940 par Marcel Bodrero, un arrière du club. La version actuelle est celle retranscrite par Jean-Louis Gruarin. Ce sont les supporters « Les Fadas » qui le remettent à l'honneur dans les tribunes au cours de l'été 2000, au moment où le RCT va mal, où il est rétrogradé administrativement. Ils en font un CD l'année suivante, pour affirmer leur foi dans l'avenir du club. Bientôt, l'hymne est repris par tout le stade. Il est lancé également dans les vestiaires et lors des troisièmes mi-temps, pour fêter la victoire. En 2005, il entre dans le protocole officiel d'avant-match.
Au cours de la saison 2012-2013, le Pilou-Pilou est lancé à Mayol par des célébrités, tels le rappeur Youssoupha, les comédiens Charles Berling, José Garcia ou Michaël Youn. Cette tentative de peopolisation n'est pas du goût de l'immense majorité des supporteurs et sera rapidement arrêtée.

### La Coupo Santo
Depuis la saison 2004-2005, avant les grands matchs, le Groupe polyphonique d'Ollioules Occi-Cant interprète a cappella l'hymne officieux provençal, La Coupo Santo. C'est un poème de Mistral sur l'air d'un Noël du XVIIe siècle, le Guihaume, Tòni, Pèire du frère Sérapion.

## Structures

### Stade Félix-Mayol

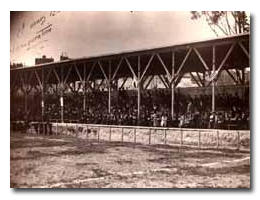
Le stade Mayol vers 1920.

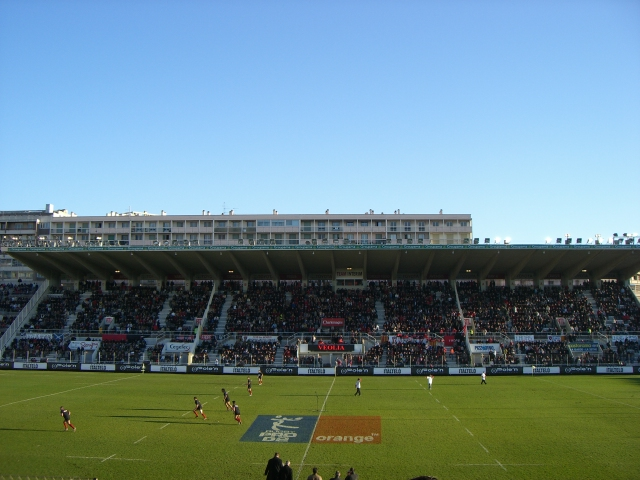
Le stade Mayol de nos jours.

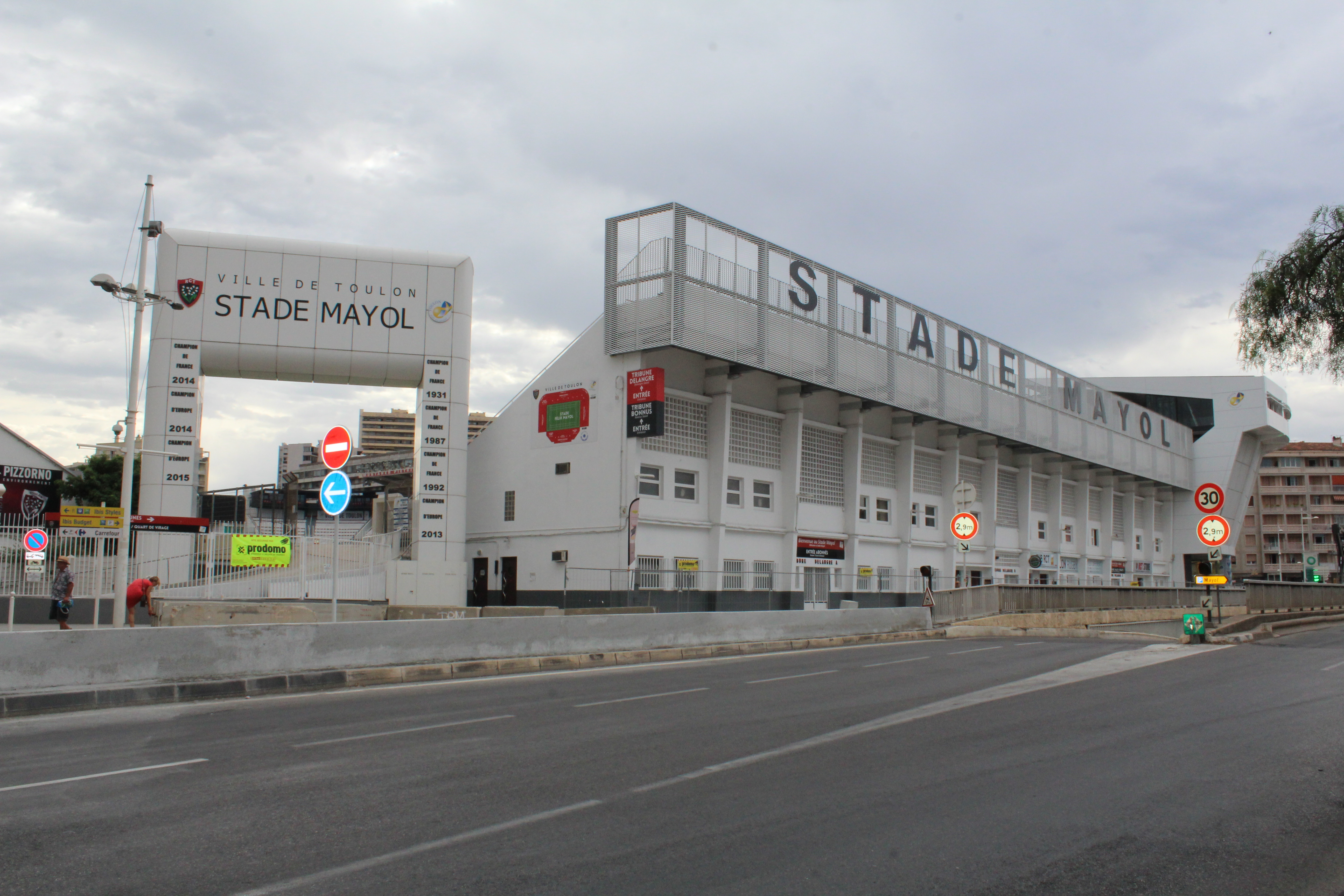
Entrée du stade Mayol.

Le stade Mayol est érigé dans le quartier de Besagne en plein cœur de Toulon, à deux pas de la rade, au pied du Faron, face à la Méditerranée. Il doit son nom au chanteur Félix Mayol qui, en 1919, finance l'achat du terrain d'un vieux vélodrome et la construction de nouvelles installations sportives. Le stade est inauguré le 28 mars 1920. Détruit par un bombardement allié en 1943, puis restauré, il est doté en 1947 d'une nouvelle tribune. En 1965, le RCT doit le céder à la ville de Toulon, qui le rénove. Au début des années 1980, il est totalement refait. Les noms des tribunes rendent hommage à des joueurs du RCT tragiquement décédés : le capitaine du RCT, arrière et ouvreur international, Michel Bonnus ; le pilier Jules Lafontan, héros de la Résistance ; le troisième ligne aile Eugène Delangre, champion de France 1931 et le jeune pilier Charles Finale, mort des suites d'une blessure en match.
En 2011, la capacité est portée à 14 700 places. Mais, durant la saison 2012-2013, l'ERC — qui exige des stades de 15 000 places en Coupe d'Europe — refuse une dérogation pour le quart de finale Toulon-Leicester, prévu à Mayol le 4 avril 2013. Dans l'urgence, la capacité est donc portée à 15 020 places ; puis, durant l'été, à 15 400.
La situation du stade, en pleine ville, ne permet pas de l'agrandir à l'infini. Aussi, Mourad Boudjellal se prend-il à rêver d'un stade construit en périphérie, plus grand, qui permettrait de baisser le prix du ticket. Cette proposition de délocalisation de Mayol au frais des collectivités publiques[réf. nécessaire] n'aura pas de suite.
En 2014, la municipalité annonce un nouveau projet d'agrandissement et de rénovation. Les travaux sont lancés en juin 2015. Le 19 septembre 2016, le stade est homologué pour 16 128 places, au lieu de 15 214. Une seconde phase de travaux va porter la capacité à plus de 18 200 places et 39 loges pouvant accueillir de 8 à 16 personnes pour la saison 2017-2018,.
Durant l'été 2019, quelques modifications sont opérées au sein de la tribune Lafontan avec l'installation d'environ 240 places avec fauteuils "type cinéma" pour un confort optimal et d'environ 440 places avec siège confort avec dossier et accoudoirs. La capacité du stade pour la saison 2019/2020 est de 17 287 places.
Seuls 17 033 billets sont commercialisés chaque journée de championnat car certaines places ont une visibilité réduite et certaines sont réservées au personnel du RCT ou au personnel des équipes TV. Le "guichets fermés" est atteint à 17 033 billets vendus.

### Affluences
À partir de 2009, Mourad Boudjellal décide de délocaliser certains matchs dans les stades du Vélodrome à Marseille et de l'Allianz Riviera à Nice pour le Top 14 et la Coupe d'Europe. Ces délocalisations permettront au club de s'appuyer sur des recettes billetteries conséquentes qui représenteront pour les années les plus importantes environ 10 millions d'euros.
Affluences moyennes
,
| Saison    | Championnat | Affluence moyenne |
| --------- | ----------- | ----------------- |
| 2023/2024 | Top 14      | 18 348            |
| 2022/2023 | Top 14      | 18 671            |
| 2021/2022 | Top 14      | 16 589            |
| 2020/2021 | Top 14      | Huis clos partiel |
| 2019/2020 | Top 14      | Huis clos partiel |
| 2018/2019 | Top 14      | 17 764            |
| 2017/2018 | Top 14      | 18 783            |
| 2016/2017 | Top 14      | 18 596            |
| 2015/2016 | Top 14      | 19 387            |
| 2014/2015 | Top 14      | 18 588            |
| 2013/2014 | Top 14      | 15 539            |
| 2012/2013 | Top 14      | 13 793            |
| 2011/2012 | Top 14      | 18 355            |
| 2010/2011 | Top 14      | 19 592            |
| 2009/2010 | Top 14      | 15 895            |
| 2008/2009 | Top 14      | 12 787            |
| 2007/2008 | Pro D2      | 11 391            |
| 2006/2007 | Pro D2      | 12 228            |
| 2005/2006 | Top 14      | 8 115             |
| 2004/2005 | Pro D2      | 5 041             |
| 2003/2004 | Pro D2      | 4 420             |
| 2002/2003 | Pro D2      | 3 691             |

Affluences records
| Année | Stade            | Affluence | Compétition            | Adversaire                 |
| ----- | ---------------- | --------- | ---------------------- | -------------------------- |
| 2015  | Stade Vélodrome  | 64 819    | Top 14 phase régulière | Stade toulousain           |
| 2022  | Orange Vélodrome | 64 805    | Top 14 phase régulière | Stade toulousain           |
| 2024  | Orange Vélodrome | 61 984    | Top 14 phase régulière | Stade toulousain           |
| 2022  | Orange Vélodrome | 51 431    | Challenge européen     | Lyon OU                    |
| 2023  | Orange Vélodrome | 43 803    | Top 14 phase régulière | Stade toulousain           |
| 2023  | Orange Vélodrome | 41 990    | Top 14 phase régulière | Stade rochelais            |
| 2016  | Stade Vélodrome  | 57 886    | Top 14 phase régulière | ASM Clermont               |
| 2010  | Stade Vélodrome  | 57 392    | Top 14 phase régulière | USA Perpignan              |
| 2010  | Stade Vélodrome  | 45 000    | Top 14 phase régulière | ASM Clermont               |
| 2009  | Stade Vélodrome  | 56 953    | Top 14 phase régulière | Stade toulousain           |
| 2010  | Stade Vélodrome  | 55 091    | Top 14 phase régulière | Stade toulousain           |
| 2017  | Orange Vélodrome | 51 672    | Top 14 phase régulière | Stade toulousain           |
| 2011  | Stade Vélodrome  | 51 406    | Top 14 phase régulière | Stade toulousain           |
| 2019  | Orange Vélodrome | 43 089    | Top 14 phase régulière | Stade toulousain           |
| 2018  | Orange Vélodrome | 38 483    | Top 14 phase régulière | Montpellier HR             |
| 2016  | Orange Vélodrome | 38 012    | Top 14 phase régulière | Montpellier HR             |
| 2014  | Stade Vélodrome  | 38 808    | Top 14 phase régulière | Stade toulousain           |
| 2014  | Stade Vélodrome  | 37 043    | H-Cup demi-finale      | Munster                    |
| 2013  | Stade Vélodrome  | 34 040    | Top 14 phase régulière | ASM Clermont               |
| 2015  | Stade Vélodrome  | 35 116    | ERCC 1 demi-finale     | Leinster                   |
| 2014  | Allianz Riviera  | 33 995    | Top 14 phase régulière | ASM Clermont               |
| 2014  | Allianz Riviera  | 31 170    | H-Cup phase régulière  | Cardiff RFC                |
| 2010  | Stade Vélodrome  | 48 990    | Challenge Cup          | Cardiff RFC                |
| 2013  | Allianz Riviera  | 30 503    | Top 14 phase régulière | ASM Clermont               |
| 2014  | Allianz Riviera  | 30 153    | Top 14 phase régulière | Stade français             |
| 2016  | Allianz Riviera  | 29 414    | Top 14 phase régulière | Stade français             |
| 2016  | Allianz Riviera  | 27 549    | Top 14 phase régulière | Stade toulousain           |
| 2018  | Stade Mayol      | 18 131    | Top 14 phase régulière | Castres olympique          |
| 2018  | Stade Mayol      | 17 885    | Top 14 barrage         | Lyon OU                    |
| 2018  | Stade Mayol      | 17 500    | Top 14 phase régulière | Racing 92                  |
| 2019  | Stade Mayol      | 17 287    | Top 14 phase régulière | ASM Clermont               |
| 2023  | Stade Mayol      | 17 033    | Top 14 phase régulière | Stade français             |
| 2024  | Stade Mayol      | 17 033    | Top 14 phase régulière | Lyon OU                    |
| 2024  | Stade Mayol      | 17 033    | Top 14 phase régulière | ASM Clermont               |
| 2023  | Stade Mayol      | 17 033    | Top 14 phase régulière | Union Bordeaux Bègles      |
| 2023  | Stade Mayol      | 17 033    | Top 14 phase régulière | Aviron bayonnais rugby pro |
| 2023  | Stade Mayol      | 17 500    | Top 14 phase régulière | USA Perpignan              |
| 2018  | Stade Mayol      | 17 209    | Top 14 phase régulière | ASM Clermont               |

### Formation

#### L'école de rugby
L'école de rugby est créée pour les minots par Marcel Bodrero au début des années 1950. Elle remporte le premier Challenge Marcel-Michelin en 1958. Marcel Bodrero l'anime jusqu'au milieu des années 1980. Il prend sa retraite après un titre de vice-champion de France. En 2014, à Agen, les minimes A remportent le Super Challenge de France Élite. En 2014-2015, l'école accueille plus de 320 élèves de 5 à 14 ans.

#### Le centre de formation
Le centre de formation du RCT est destiné aux jeunes aspirant à devenir professionnels. Il fonctionne depuis 1998. Agréé par le ministère des Sports depuis novembre 2002, il est rattaché à la SASP du club depuis le 1er juillet 2008, conformément à la convention signée avec le RCT association. Le responsable de la politique sportive et du recrutement est Laurent Emmanuelli. Le directeur sportif est Olivier Beaudon.
Le centre de formation a deux missions :
- offrir une formation sportive répondant aux exigences du haut niveau ;
- préparer d'ores et déjà la reconversion, en assurant une formation scolaire, universitaire ou professionnelle répondant aux aspirations de chacun[88].

Le centre souhaite faire partager ses valeurs d'éducation, de pédagogie, de respect, de formation et d'intégration sociale. Dans ce but, utilisant sa structure et ses moyens, il participe aux opérations d'intérêt général (Mig) menées par le club : projet « Balle ovale », intervention dans les quartiers, stages Sport et Découverte.
Le comité directeur de la Ligue nationale de rugby établit un classement des centres de formation des clubs professionnels, classement reposant sur les résultats sportifs et scolaires. Le RCT, septième des centres de formation du Top 14 pour la saison 2012-2013, se hisse à la troisième place pour 2013-2014. Il s'y maintient pour 2014-2015.

## Aspects juridiques et économiques

### Statut juridique et légal
Le Rugby club toulonnais est au départ une association. Celle-ci est créée le 3 juin 1908, et déclarée le 8 février 1917.
Le 12 mai 1998, le club se répartit en deux structures juridiquement distinctes, rendant des comptes financiers distincts, mais très liées dans les faits : le RCT association, relevant de la loi de 1901 et une société sportive ayant la forme d'une SAOS (société anonyme à objet sportif), dont le RCT association détient (au 12 mai 1998) 98,6 % du capital.
Le 15 juin 2006, le RCT association décide de céder 51 % des titres qu'il détient dans la SAOS. Cette dernière est transformée en société anonyme sportive professionnelle : la SASP Rugby club toulonnais, dont le RCT association détient 48,11 % du capital. Depuis 2007, la SASP est présidée par Mourad Boudjellal. Elle gère la section professionnelle.
En 2014, le RCT association était présidé par Alex Massari jusqu'à son décès fin 2022. Aujourd'hui, il est co-présidé par Patrice Blachère et Olivier Rouard. Le RCT association gère la section amateur, qui compte 526 licenciés en 2015. Il est en outre considéré comme association support de la section professionnelle. Dans les clubs professionnels, en effet, c'est l'association qui bénéficie de l'affiliation à la Fédération française de rugby et qui en fait profiter la société sportive, pour lui permettre de participer aux compétitions professionnelles.

### Organigramme
L'organigramme du RCT s'établit comme suit :
| Direction | Administratif | Sportif |
| --- | --- | --- |
| Président : Bernard Lemaître Présidents de l'association : Patrice Blachère et Olivier Rouard Directrice générale : Jessica Casanova | Directeur administratif et juridique : Cédric Rouhaud Directeur marketing et communication : Benjamin Larrue Directeur administratif du centre : Clément Lambert | Directeur de la politique sportive, du recrutement et du centre de formation : Laurent Emmanuelli Manager général : Pierre Mignoni |

### Budget
Chaque année, la Ligue nationale de rugby, par le biais de la Direction nationale d'aide et de contrôle de gestion (DNACG), examine la situation financière des clubs professionnels. Elle s'intéresse à l'ensemble de chaque « groupement sportif » : elle apprécie la situation financière consolidée de la société sportive et de l'association. En avril 2015, la DNACG fait remarquer que seuls deux clubs de Top 14, Toulon et Brive, dégagent un résultat d'exploitation positif. Elle déplore que les clubs préfèrent « renforcer leur puissance sportive (masse salariale + 11 %, services extérieurs + 15 %…) au détriment d'une réduction de leur déficit d'exploitation ». Elle constate « une dégradation importante de la capacité d'autofinancement globale des clubs de Top 14 ». En effet, au 30 juin 2014, « un seul club affiche une capacité d'autofinancement positive ». Ce club serait le RCT. Avec un budget prévisionnel de 25,37 millions d'euros pour la saison 2014-2015, le RCT est à la troisième place des clubs de Top 14, derrière Toulouse (35,02 M€) et Clermont (27,90 M€). Avec un budget prévisionnel de 26,9 millions d'euros pour la saison 2015-2016, le RCT est à la quatrième place des clubs de Top 14, derrière Toulouse (30,9 M€), Clermont (29,2 M€) et le Stade français (27,6 M€).
| Saison | 2010-2011 | 2011-2012 | 2012-2013 | 2013-2014 | 2014-2015 | 2015-2016 | 2016-2017 | 2017-2018 | 2018-2019 | 2019-2020 | 2020-2021 |
| Budget | 19,05 M€  | 19,67 M€  | 21,84 M€  | 23,663 M€ | 25,37 M€  | 26,86 M€  | 25,5 M€   | 26,39 M€  | 30 M€     | 30,7 M€   | 32,5 M€   |

### Sponsors et équipementiers
Après avoir eu notamment Adidas, Asics ou Puma, le RCT porte depuis la saison 2011-2012 des maillots signés par l'entreprise suisse Burrda Sport. Lors de la saison 2016-2017, l'équipementier français Hungaria Sport succède à Burrda Sport et ce, pour une durée de quatre ans. À partir de la saison 2021-2022, Nike est le nouvel équipementier du maillot toulonnais.

### Boutiques et restaurants
La première brasserie du RCT, le RCT Café, ouvre ses portes dans le centre-ville sur la place Besagne dans le centre commercial Mayol lors du début de l'année 2011. Le club compte plusieurs points de ventes: au Centre Commercial Mayol (en 2010) et rue d’Alger (en 2011) à Toulon, une boutique au centre commercial d’Ollioules, une boutique au Centre Commercial Grand-Var Est à La Valette (en 2012) et une dans le nouveau centre commercial de La Valette Avenue 83 (inauguré le 13 avril 2016) mais qui a ferme définitivement en mars 2018. Le 2 juin 2016, le club lance sa propre bière, la "3ème mi-temps du RCT".

### Projets
Parmi les projets du club figure celui d'une section féminine. Elle a vu le jour pour la saison 2016-2017, entraînée par Virginie La Porta et Didier Salvarelli.

## Personnalités

### Joueurs emblématiques
- Franck Alazet
- Orene Ai'i
- Marc Andreu
- Delon Armitage
- Steffon Armitage
- Chris Ashton
- Fotunuupule Auelua
- Jean-Luc Aqua
- Marcel Baillette
- Jean-Claude Ballatore
- Mathieu Bastareaud
- Anthony Belleau
- Roland Bertranne
- Jérôme Bianchi
- Patrice Blachère
- Firmin Bonnus
- Michel Bonnus
- Léon Bordenave
- Bakkies Botha
- Paul Boyer
- Yann Braendlin
- Nico Breedt
- Sébastien Bruno
- Craig Burden
- Warren Burton
- Christian Califano
- Philibert Capitani
- Alain Carbonel
- Louis Carbonel
- Christian Carrère
- Jean Carrère
- Jean-Michel Casalini
- Jean Castets
- Éric Champ
- Henri Chapus
- Christian Cauvy
- Eugène Chaud
- Franck Chouquet
- Xavier Chiocci
- Jerry Collins
- Franck Comba
- Ludovic Cornuau
- Jean-Jacques Crenca
- Jean Danion
- Éric Dasalmartini
- Pierre Danos
- Gilles Delaigue
- Yann Delaigue
- Eugène Delangre
- Radu Demian
- Manu Diaz
- Christophe Dominici
- Gilbert Doucet
- Eben Etzebeth
- Fabrice Fargues
- Juan Martín Fernández Lobbe
- Philip Fitzgerald
- Éric Fourniols
- Jérôme Gallion
- Beka Gigashvili
- Matt Giteau
- Guilhem Guirado
- George Gregan
- Arnaldo Gruarin
- Jean-Louis Gruarin
- Alain Guilbert
- Bryan Habana
- Leigh Halfpenny
- Jules Hauc
- Carl Hayman
- Rob Henderson
- André Herrero
- Bernard Herrero
- Daniel Herrero
- Aubin Hueber
- David Jaubert
- Martin Jágr
- Pierre Jeanjean
- Pascal Jehl
- Norman Jordaan
- Gregori Labadze
- Léon Loppy
- Thierry Louvet
- Dan Luger
- Thomas Mantérola
- Jean-Louis Martin
- Jo Maso
- Chris Masoe
- Victor Matfield
- Eric Melville
- Gérald Merceron
- Maxime Mermoz
- Andrew Mehrtens
- Frédéric Michalak
- Pierre Mignoni
- Drew Mitchell
- Basile Moraitis
- Bruno Motteroz
- René Namur
- Ma'a Nonu
- Anton Oliver
- Charles Ollivon
- Jean-Charles Orso
- Gérald Orsoni
- Alexis Palisson
- Sergio Parisse
- Michel Périé
- Jean Prin-Clary
- Marc Pujolle
- Henri Rancoule
- Jean-Christophe Repon
- Marc de Rougemont
- Danie Rossouw
- Yvan Roux
- Michel Sappa
- Léopold Servole
- Simon Shaw
- Andrew Sheridan
- Juan Smith
- George Smith
- David Smith
- Jocelino Suta
- Patrice Teisseire
- Jean-François Tordo
- Pierre Trémouille
- Sébastien Tillous-Borde
- Tana Umaga
- Joe van Niekerk
- Jonny Wilkinson
- Ali Williams
- Sonny Bill Williams
- Rudi Wulf
- Richard Zago

Joueurs emblématiques sous la présidence de Mourad Boudjellal
| Nom                         | Poste            | Nationalité sportive | Arrivée au club (année) | Départ du club | Années au club | Palmarès                                  |
| --------------------------- | ---------------- | -------------------- | ----------------------- | -------------- | -------------- | ----------------------------------------- |
| Josua Tuisova               | Ailier           | Fidji                | 2013                    | 2019           | 6              | 2 Coupes d'Europe 1 championnat de France |
| Guilhem Guirado             | Talonneur        | France               | 2014                    | 2019           | 5              | 1 Coupe d'Europe 1 championnat de France  |
| Xavier Chiocci              | Pilier gauche    | France               | 2011                    | 2019           | 8              | 3 Coupes d'Europe 1 championnat de France |
| Mathieu Bastareaud          | Centre           | France               | 2011                    | 2019           | 8              | 3 Coupes d'Europe 1 championnat de France |
| Jocelino Suta               | 2e ligne         | France               | 2008                    | 2018           | 10             | 3 Coupes d'Europe 1 championnat de France |
| Sébastien Tillous-Borde     | Demi de mêlée    | France               | 2011                    | 2018           | 7              | 3 Coupes d'Europe 1 championnat de France |
| Juan Smith                  | 3e ligne         | Afrique du Sud       | 2013                    | 2017           | 4              | 2 Coupes d'Europe 1 championnat de France |
| Matthew Giteau              | Centre           | Australie            | 2011                    | 2017           | 6              | 3 Coupes d'Europe 1 championnat de France |
| Anthony Étrillard           | Talonneur        | France               | 2015                    | -              | 5              |                                           |
| Maxime Mermoz               | Centre           | France               | 2012                    | 2017           | 5              | 3 Coupes d'Europe 1 championnat de France |
| Bryan Habana                | Ailier           | Afrique du Sud       | 2013                    | 2018           | 5              | 2 Coupes d'Europe 1 championnat de France |
| Romain Taofifénua           | 2e ligne         | France               | 2014                    | 2021           | 6              | 1 Coupe d'Europe                          |
| Ma'a Nonu                   | Centre           | Nouvelle-Zélande     | 2015                    | 2018           | 3              |                                           |
| Duane Vermeulen             | 3e ligne         | Afrique du Sud       | 2015                    | 2018           | 3              |                                           |
| Juan Martín Fernández Lobbe | 3e ligne         | Argentine            | 2009                    | 2018           | 9              | 3 Coupes d'Europe 1 championnat de France |
| Mamuka Gorgodze             | 3e ligne         | Géorgie              | 2014                    | 2020           | 6              | 1 Coupe d'Europe                          |
| Charles Ollivon             | 3e ligne         | France               | 2015                    | -              | 5              |                                           |
| Drew Mitchell               | Ailier           | Australie            | 2013                    | 2017           | 4              | 2 Coupes d'Europe 1 championnat de France |
| Leigh Halfpenny             | Arrière          | Pays de Galles       | 2014                    | 2017           | 3              | 1 Coupe d'Europe                          |
| Steffon Armitage            | 3e ligne         | Angleterre           | 2011                    | 2016           | 5              | 3 Coupes d'Europe 1 championnat de France |
| Frédéric Michalak           | Demi d'ouverture | France               | 2012                    | 2016           | 4              | 3 Coupes d'Europe 1 championnat de France |
| Delon Armitage              | Arrière          | Angleterre           | 2012                    | 2016           | 4              | 3 Coupes d'Europe 1 championnat de France |
| Carl Hayman                 | Pilier droit     | Nouvelle-Zélande     | 2010                    | 2015           | 5              | 3 Coupes d'Europe 1 championnat de France |
| Bakkies Botha               | 2e ligne         | Afrique du Sud       | 2011                    | 2015           | 4              | 3 Coupes d'Europe 1 championnat de France |
| Chris Masoe                 | 3e ligne         | Nouvelle-Zélande     | 2012                    | 2015           | 3              | 3 Coupes d'Europe 1 championnat de France |
| Sébastien Bruno             | Talonneur        | France               | 2009                    | 2014           | 5              | 2 Coupes d'Europe 1 championnat de France |
| Andrew Sheridan             | Pilier gauche    | Angleterre           | 2012                    | 2014           | 2              | 2 Coupes d'Europe 1 championnat de France |
| Ali Williams                | 2e ligne         | Nouvelle-Zélande     | 2013                    | 2015           | 2              | 2 Coupes d'Europe 1 championnat de France |
| Joe van Niekerk             | 3e ligne         | Afrique du Sud       | 2008                    | 2014           | 6              | 2 Coupes d'Europe 1 championnat de France |
| Jonny Wilkinson             | Demi d'ouverture | Angleterre           | 2009                    | 2014           | 5              | 2 Coupes d'Europe 1 championnat de France |
| Simon Shaw                  | 2e ligne         | Angleterre           | 2011                    | 2013           | 2              | 1 Coupe d'Europe                          |
| Laurent Emmanuelli          | Pilier gauche    | France               | 2009                    | 2012           | 3              |                                           |
| Gabiriele Lovobalavu        | Centre           | Fidji                | 2008                    | 2012           | 4              |                                           |

‌

### L’Avenue des Légendes
En 2013, le RCT et la ville de Toulon lancent une opération de financement participatif. Son but est de recueillir 35 % des fonds nécessaires à l'amélioration des infrastructures sportives et éducatives du centre de formation (les travaux se chiffrent à environ trois millions d'euros). En échange de l'aide financière qu'ils apportent au centre de formation, les sympathisants du club voient leur nom gravé sur une « Avenue des Légendes ». Celle-ci est créée sur le chemin qu'empruntent les joueurs, à leur descente de bus, pour se rendre au stade. Inaugurée le 20 décembre 2014, l'« Avenue » est recouverte de pavés gravés au nom des supporters qui ont financé, ainsi que d'une vingtaine de plaques au nom de personnages de légende du rugby toulonnais :
- Félix Mayol
- Marcel Baillette
- Éric Champ
- André Herrero
- Jérôme Gallion
- Jonny Wilkinson
- Tana Umaga
- Daniel Herrero
- Marcel Bodrero
- Arnaldo Gruarin
- Thierry Louvet
- Sonny Bill Williams
- Christian Carrere
- Eric Melville
- Manu Diaz
- Yann Delaigue
- Aubin Hueber
- Gregori Labadze
- David Jaubert
- Yvan Roux
- Jean-Claude Ballatore

À noter entre autres l'absence de Joe Van Niekerk, capitaine du RCT de 2008 à 2013.

### Hall of Fame
Le 18 avril 2023, le RCT organise la première soirée d'intronisation à son Hall of Fame, devenant ainsi le premier club de sport en France à posséder un Hall of Fame.
Portée sous la présidence de Bernard Lemaître, cette idée a pour but de rendre hommage, de manière officielle, aux joueurs légendaires du club, en attachant éternellement leur nom à celui du RCT. L'intégration est décidée par les supporters à travers un vote. Un comité de sélection, formé de personnalités de référence du club, du rugby et d’autres univers, se réunit ensuite pour officialiser les joueurs sélectionnés.
Chaque entrant reçoit un trophée honorifique ainsi qu'une veste.
| no | Année | Joueur            | Saisons   | Remise de la veste |
| -- | ----- | ----------------- | --------- | --- |
| 1  | 2023  | Marcel Baillette  | 1930-1945 | Remise à titre posthume à son arrière-petite-fille Morgane Baillette par le trois-quarts centre néo-zélandais et ancien joueur du RCT, Sonny Bill Williams.       |
| 2  | 2023  | Marcel Bodrero    | 1941-1948 | Remise à titre posthume à son fils Michel Bodrero par l'arrière anglais et ancien joueur du RCT, Delon Armitage.                                                  |
| 3  | 2023  | Christian Carrère | 1964-1978 | Remise par le troisième ligne argentin et ancien joueur du RCT, Juan Martín Fernández Lobbe.                                                                      |
| 4  | 2023  | André Herrero     | 1966-1971 | Remise par le troisième ligne français et joueur du RCT, Charles Ollivon.                                                                                         |
| 5  | 2023  | Jérôme Gallion    | 1975-1989 | Remise par le demi de mêlée français et joueur du RCT, Baptiste Serin.                                                                                            |
| 6  | 2023  | Éric Champ        | 1979-1996 | Remise par le troisième ligne argentin et joueur du RCT, Facundo Isa.                                                                                             |
| 7  | 2023  | Joe van Niekerk   | 2008-2014 | Remise par le deuxième ligne sud-africain et ancien joueur du RCT, Bakkies Botha, et par le trois-quarts aile sud-africain et joueur du RCT, Cheslin Kolbe.       |
| 8  | 2023  | Jonny Wilkinson   | 2009-2014 | Remise par le trois-quarts centre australien et ancien joueur du RCT, Matt Giteau, et par le trois-quarts aile australien et ancien joueur du RCT, Drew Mitchell. |

### Entraîneurs

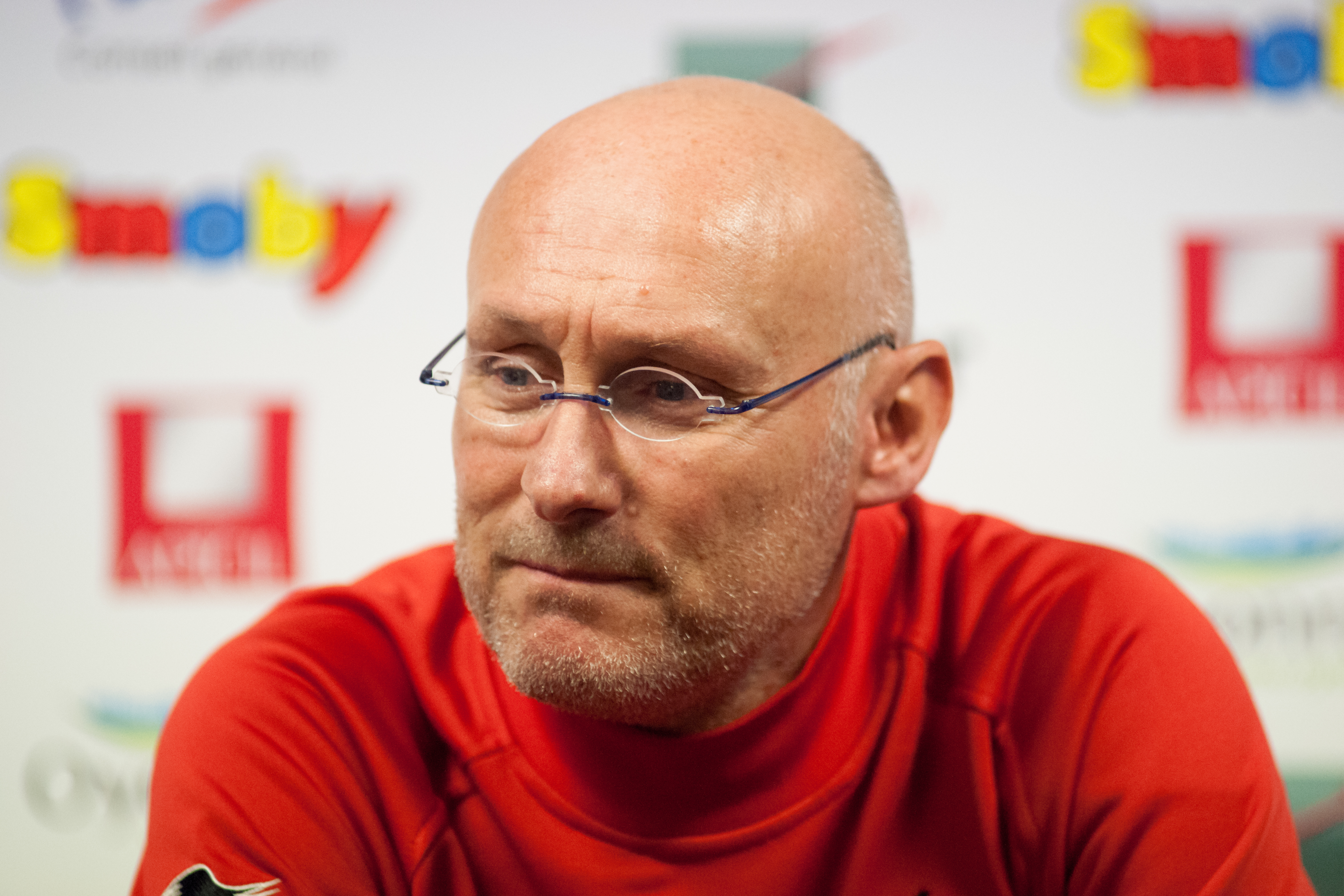
Bernard Laporte, manager du RCT de 2011 à 2016.

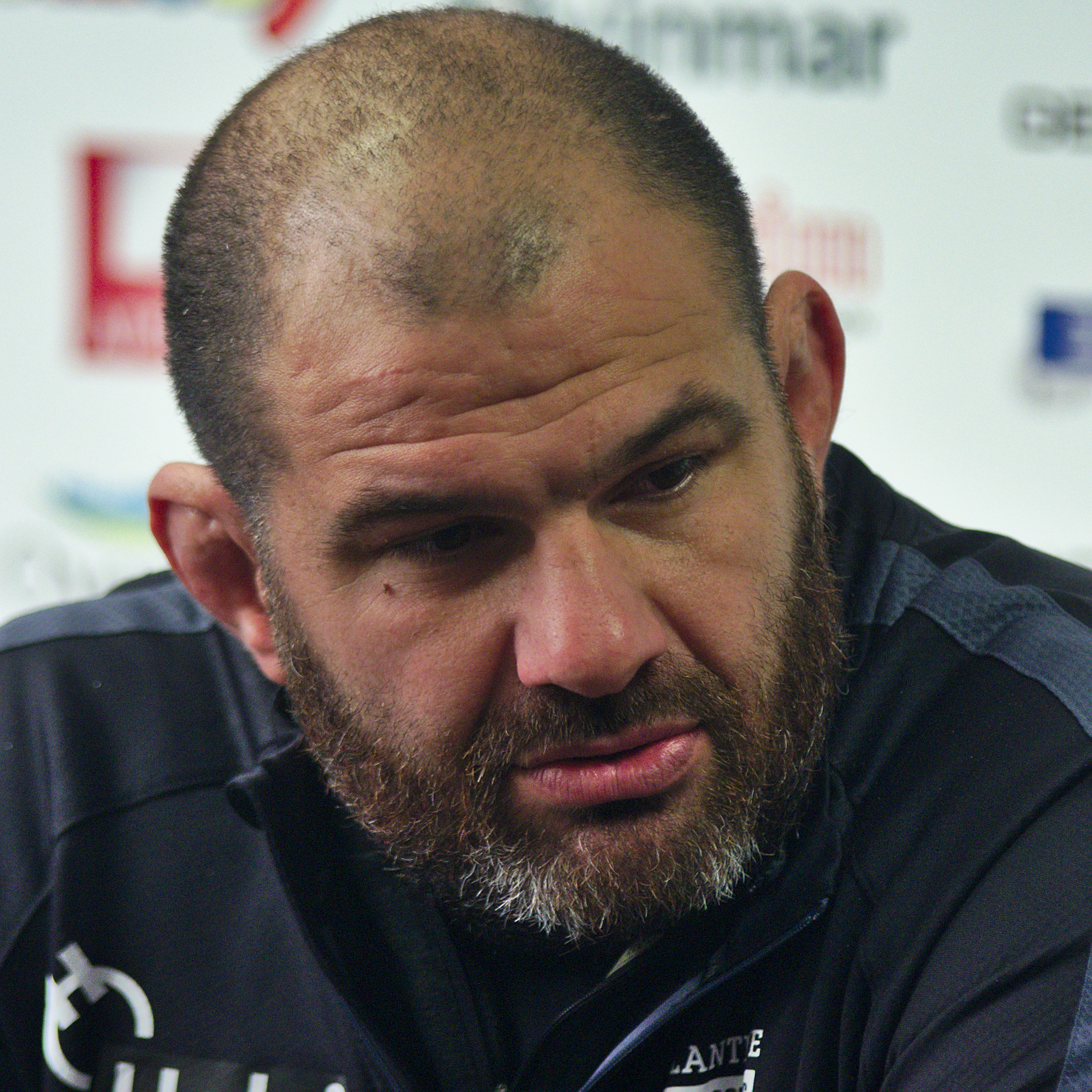
Patrice Collazo, manager du RCT de 2018 à 2021.

| Saisons                       | Entraîneurs                                                        | Adjoints | Titres                                                  |
| ----------------------------- | ------------------------------------------------------------------ | --- | ------------------------------------------------------- |
| 1971-1973                     | Jo Fabre                                                           | Pierre Louis |                                                         |
| 1973-1974                     | Christian Carrère                                                  | Pierre Louis |                                                         |
| 1974-1976                     | Jean Louis Martin                                                  | |                                                         |
| 1976-1977                     | Jo Fabre                                                           | |                                                         |
| 1977-1979                     | Christian Seguin                                                   | |                                                         |
| 1979-1983                     | André Herrero                                                      | |                                                         |
| 1983-1991                     | Daniel Herrero                                                     | | Championnat de France 1987                              |
| 1991-1995                     | Jean-Claude Ballatore                                              | | Championnat de France 1992                              |
| 1995-1996                     | Manu Diaz                                                          | Michel Miquélis |                                                         |
| 1996-1997                     | Gilbert Doucet                                                     | Alain Carbonel |                                                         |
| août 1997- novembre 1997      | Edmond Jorda                                                       | Alex Dejardin |                                                         |
| décembre 1997- juin 1998      | Jean-Claude Ballatore                                              | |                                                         |
| 1998 - novembre 1999          | Serge Luca                                                         | Patrice Blachère |                                                         |
| novembre 1999 - 2000          | Manu Diaz                                                          | Philippe Sauton |                                                         |
| 2000 - 2001                   | Manu Diaz                                                          | Éric Dasalmartini Michel Bonnus Eric Melville                                                                                                |                                                         |
| 2001 - 2002                   | Manu Diaz                                                          | Michel Bonnus |                                                         |
| 2002 - 2003                   | Philippe Sauton                                                    | |                                                         |
| 2003 - janvier 2006           | Aubin Hueber                                                       | Thierry Louvet | Championnat de Pro D2 2005                              |
| Janvier 2006 - octobre 2006   | Alain Teixidor                                                     | Olivier Beaudon |                                                         |
| Octobre 2006 - Janvier 2007   | Gilbert Doucet                                                     | Edmond Jorda |                                                         |
| Janvier 2007 - mai 2007       | Tim Lane                                                           | Franck Comba Jean-Jacques Crenca |                                                         |
| Mai 2007 - octobre 2008       | Tana Umaga                                                         | Jean-Jacques Crenca Martial Cottin | Championnat de Pro D2 2008                              |
| Octobre 2008 - mai 2009       | Tana Umaga                                                         | Aubin Hueber |                                                         |
| Mai 2009 - mai 2010           | Philippe Saint-André                                               | Aubin Hueber Tana Umaga |                                                         |
| Mai 2010 - juin 2011          | Philippe Saint-André                                               | Aubin Hueber |                                                         |
| juin 2011 - septembre 2011    | Philippe Saint-André                                               | Olivier Azam Pierre Mignoni |                                                         |
| septembre 2011 - 2013         | Bernard Laporte                                                    | Olivier Azam Pierre Mignoni | Coupe d'Europe 2013                                     |
| 2013 - 2015                   | Bernard Laporte                                                    | Jacques Delmas Pierre Mignoni | Coupes d'Europe 2014 et 2015 Championnat de France 2014 |
| 2015 - 2016                   | Bernard Laporte                                                    | Jacques Delmas Steve Meehan |                                                         |
| juillet 2016 - septembre 2016 | Diego Domínguez                                                    | Jacques Delmas (avants) Marc Dal Maso (mêlée) Steve Meehan (arrières)                                                                        |                                                         |
| septembre 2016- octobre 2016  | Diego Domínguez                                                    | Jacques Delmas (avants) Marc Dal Maso (mêlée) Mike Ford (arrières)                                                                           |                                                         |
| octobre 2016                  | Mike Ford                                                          | Jacques Delmas (avants) Marc Dal Maso (mêlée)                                                                                                |                                                         |
| novembre 2016 - décembre 2016 | Mike Ford                                                          | Marc Dal Maso (avants) |                                                         |
| janvier 2017 - mars 2017      | Mike Ford                                                          | Marc Dal Maso (avants) Richard Cockerill (défense)                                                                                           |                                                         |
| avril 2017 - juillet 2017     | Richard Cockerill                                                  | Marc Dal Maso (avants) Matt Giteau (arrières)                                                                                                |                                                         |
| juillet 2017 - juin 2018      | Fabien Galthié                                                     | Fabrice Landreau (avants) Marc Dal Maso (mêlée) Manny Edmonds (skills et arrières)                                                           |                                                         |
| juin 2018 - juin 2019         | Patrice Collazo                                                    | Juan Martín Fernández Lobbe (défense et touche) Sébastien Tillous-Borde (arrières)                                                           |                                                         |
| juin 2019 - juillet 2020      | Patrice Collazo                                                    | Éric Dasalmartini (attaque, défense et touche) Sébastien Tillous-Borde (arrières) Casey Laulala puis Julien Dupuy (skills)                   |                                                         |
| juillet 2020 - juillet 2021   | Patrice Collazo                                                    | Éric Dasalmartini (touche et stratégie attaque/défense) Julien Dupuy (skills et jeu d'attaque)                                               |                                                         |
| juillet 2021 - octobre 2021   | Patrice Collazo                                                    | Julien Dupuy (attaque) Maxime Petitjean (jeu au pied, skills et stratégie) James Coughlan (défense)                                          |                                                         |
| octobre 2021 - juillet 2022   | Franck Azéma                                                       | Julien Dupuy (attaque) Maxime Petitjean (jeu au pied, skills et stratégie) James Coughlan (défense)                                          |                                                         |
| 2022 - 2023                   | Pierre Mignoni (directeur du rugby) Franck Azéma (manager général) | James Coughlan (défense) Maxime Petitjean (jeu au pied) Romain Poite (discipline)                                                            | Challenge Cup 2023                                      |
| juillet 2023 -                | Pierre Mignoni (directeur du rugby)                                | Andrea Masi (arrières) Sergio Parisse (touche) Éric Dasalmartini (mêlée) Maxime Petitjean (jeu au pied) Romain Poite (discipline, 2023-2024) |                                                         |

### Présidents

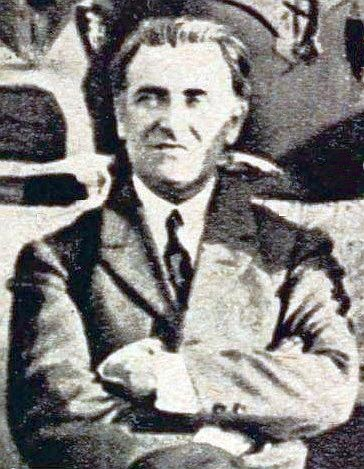
Le docteur Busquet, Président du RC Toulon de 1919 à 1924.

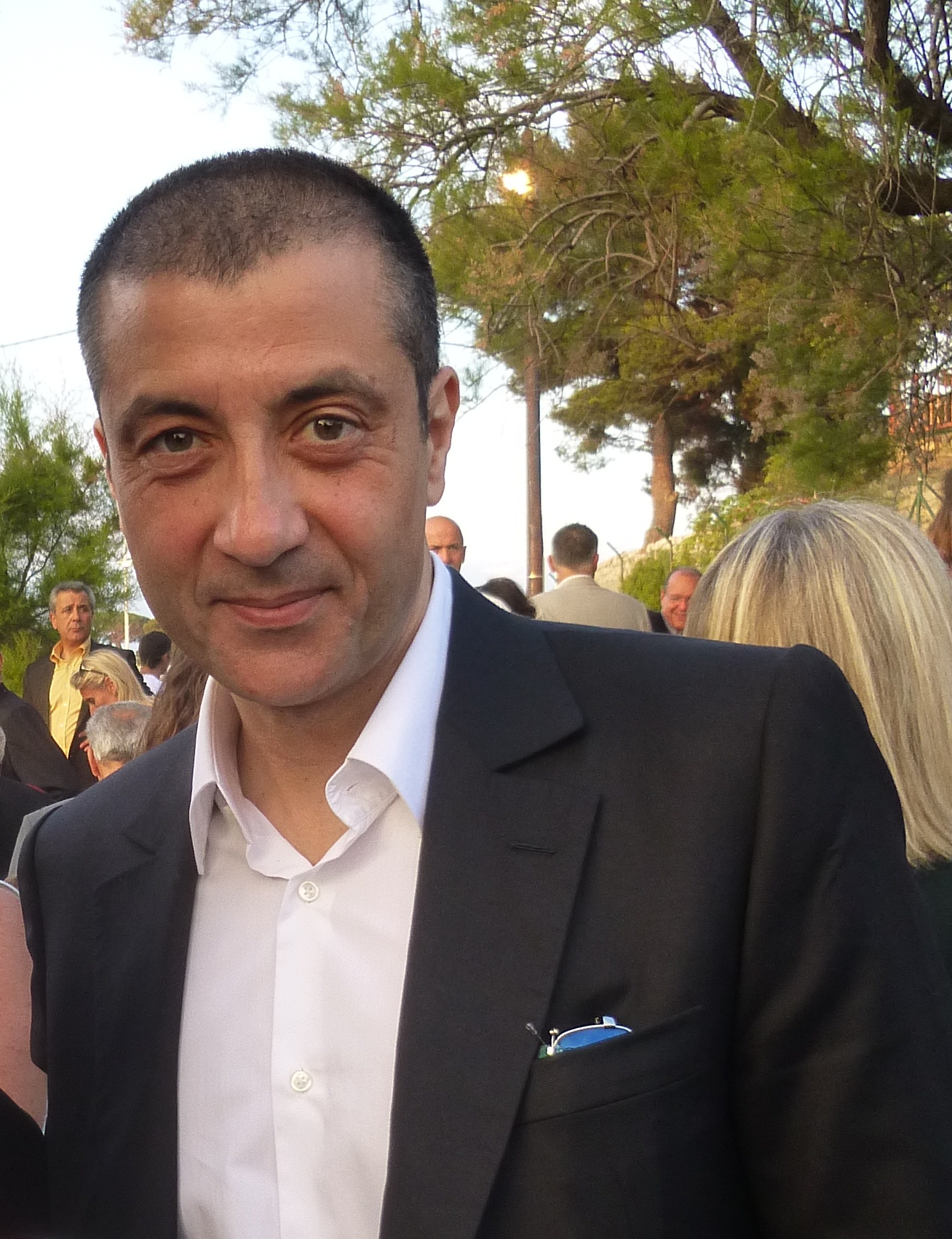
Mourad Boudjellal en 2014.

| Saisons                  | Présidents                             |
| ------------------------ | -------------------------------------- |
| 1908-1915                | Louis Gorlier                          |
| 1919- 1924               | Dr Busquet                             |
| ?                        | Paul Ferrand                           |
| 1934- ?                  | Me Lanfle                              |
| ?                        | Paul Ferrand                           |
| ?                        | M. Pepino                              |
| ?                        | Dr Léon Flottes                        |
| ?                        | Aimé Martin                            |
| 1972-1982                | Claude Beth                            |
| 1982 - 1984              | M. Messac                              |
| 1984 - 1989              | Roger Vigouroux                        |
| 1989 - 1991              | Victor Agostini                        |
| 1991 - 1992              | André Herrero                          |
| 1992 - 1994              | Patrick Rouard                         |
| 1994 - 1996              | Loris Pedri et Jean-Louis Lagadec      |
| Novembre 1996 - 1997     | Jean-Claude Ballatore                  |
| Novembre 1997 - 1999     | Roger Vigouroux                        |
| Janvier 1999 - 2000      | Jean-Pierre Etienne                    |
| Janvier 2000 - Juin 2000 | Jean-Luc Bertrand                      |
| Juin 2000-2003           | Jérôme Gallion                         |
| 2003-2006                | Éric Champ                             |
| 2006 - 2006              | Pierre Vedel                           |
| Mai 2006-Mai 2007        | Mourad Boudjellal et Stéphane Lelièvre |
| Mai 2007 - Février 2020  | Mourad Boudjellal                      |
| Depuis février 2020      | Bernard Lemaître                       |

### Effectif 2025-2026
Le tableau suivant récapitule l'effectif professionnel du Rugby club toulonnais pour la saison 2025-2026.
| Nom                      | Naissance         | Nationalité sportive | Sélections (points) | Dernier club          | Arrivée au club |
| Talonneurs               | Talonneurs        | Talonneurs           | Talonneurs          | Talonneurs            | Talonneurs      |
| ------------------------ | ----------------- | -------------------- | ------------------- | --------------------- | --------------- |
| Teddy Baubigny           | 2 septembre 1998  | France               | 3 (0)               | Racing 92             | 2022            |
| Mickaël Ivaldi           | 20 janvier 1990   | France               | -                   | Stade français Paris  | 2024            |
| Gianmarco Lucchesi       | 10 septembre 2000 | Italie               | 33 (5)              | Benetton Trévise      | 2024            |
| Piliers                  |                   |                      |                     |                       |                 |
| Daniel Brennan           | 23 septembre 1998 | France               | -                   | CA Brive              | 2024            |
| Beka Gigashvili          | 17 février 1992   | Géorgie              | 46 (25)             | FC Grenoble           | 2019            |
| Jean-Baptiste Gros       | 29 mai 1999       | France               | 37 (5)              | Formé au club         | 2017            |
| Nikoloz Narmania         | 13 septembre 2000 | Géorgie              | -                   | Biarritz olympique    | 2025            |
| Dany Priso               | 2 janvier 1994    | France               | 18 (0)              | Stade rochelais       | 2022            |
| Kyle Sinckler            | 30 mars 1993      | Angleterre           | 68 (20)             | Bristol Bears         | 2024            |
| Deuxièmes lignes         |                   |                      |                     |                       |                 |
| Brian Alainu'uese        | 19 mars 1994      | Samoa                | 8 (0)               | Glasgow Warriors      | 2018            |
| Matthias Halagahu        | 15 août 2001      | France               | 2 (0)               | Formé au club         | 2020            |
| Corentin Mézou           | 20 avril 2005     | France               | -                   | Formé au club         | 2024            |
| Swan Rebbadj             | 15 janvier 1995   | France               | 4 (5)               | Formé au club         | 2016            |
| David Ribbans            | 29 août 1995      | Angleterre           | 10 (0)              | Northampton Saints    | 2023            |
| Troisièmes lignes aile   |                   |                      |                     |                       |                 |
| Esteban Abadie           | 1er décembre 1997 | France               | 2 (0)               | CA Brive              | 2023            |
| Jules Coulon             | 4 juillet 2002    | France               | -                   | Formé au club         | 2021            |
| Lewis Ludlam             | 8 décembre 1995   | Angleterre           | 25 (10)             | Northampton Saints    | 2024            |
| Charles Ollivon          | 11 mai 1993       | France               | 46 (80)             | Aviron bayonnais      | 2015            |
| Joé Quere Karaba         | 28 septembre 2004 | France               | à sept              | Formé au club         | 2024            |
| Patrick Tuifua           | 25 août 2004      | France               | -                   | Hawke's Bay           | 2025            |
| Troisièmes lignes centre |                   |                      |                     |                       |                 |
| Zach Mercer              | 28 juin 1997      | Angleterre           | 2 (0)               | Gloucester Rugby      | 2025            |
| Demis de mêlée           |                   |                      |                     |                       |                 |
| Clovis Le Bail           | 29 novembre 1995  | France               | -                   | Racing 92             | 2021            |
| Baptiste Serin           | 20 juin 1994      | France               | 46 (108)            | Union Bordeaux Bègles | 2019            |
| Ben White                | 27 mai 1998       | Écosse               | 29 (35)             | London Irish          | 2023            |
| Demis d'ouverture        |                   |                      |                     |                       |                 |
| Paolo Garbisi            | 26 avril 2000     | Italie               | 47 (241)            | Montpellier HR        | 2024            |
| Mateo Garcia             | 8 juillet 2002    | France               | à sept              | Union Bordeaux Bègles | 2025            |
| Enzo Hervé               | 13 octobre 1998   | France               | -                   | CA Brive              | 2023            |
| Centres                  |                   |                      |                     |                       |                 |
| Juan Ignacio Brex        | 26 mai 1992       | Italie               | 46 (35)             | Benetton Trévise      | 2025            |
| Antoine Frisch           | 1er juin 1996     | France               | 2 (5)               | Munster               | 2024            |
| Ma'a Nonu                | 21 mai 1982       | Nouvelle-Zélande     | 103 (155)           | Legion de San Diego   | 2025            |
| Rayan Rebbadj            | 15 août 1999      | France               | à sept              | Formé au club         | 2020            |
| Jérémy Sinzelle          | 2 juillet 1990    | France               | -                   | Stade rochelais       | 2022            |
| Mathieu Smaïli           | 30 août 1999      | France               | -                   | Formé au club         | 2021            |
| Setariki Tuicuvu         | 7 septembre 1995  | Fidji                | 11 (18)             | CA Brive              | 2023            |
| Ailiers                  |                   |                      |                     |                       |                 |
| Gaël Dréan               | 22 octobre 2000   | France               | -                   | Rennes EC             | 2022            |
| Gabin Villière           | 13 décembre 1995  | France               | 20 (45)             | Rouen NR              | 2019            |
| Arrières                 |                   |                      |                     |                       |                 |
| Marius Domon             | 13 juin 2002      | France               | à sept              | Formé au club         | 2021            |
| Mathis Ferté             | 2 février 2004    | France               | -                   | CA Brive              | 2025            |
| Melvyn Jaminet           | 30 juin 1999      | France               | 20 (214)            | Stade toulousain      | 2023            |

## Matchs mémorables
- 10 mai 1931[2]. Finale de championnat de France RC Toulon-Lyon OU (6-3). Toulon : 2 essais Borréani et Servole. Lyon : 1 essai Panel. Premier Brennus pour le RCT. L'arrivée à Toulon donne lieu à de spectaculaires scènes de liesse : 30 000 personnes accueillent les joueurs à la gare, et les accompagnent jusqu'au siège du club, le Café de la Paix et du Sport[115].

- 2 mai 1987. Finale de championnat de France RC Toulon-Racing Club de France (15-12). Le RC Toulon remporte le Championnat de France de rugby à XV de première division 1986-1987 après avoir battu le Racing club de France en finale. Il gagne son 2e Bouclier de Brennus après celui remporté en 1931 et après avoir été quatre fois finaliste malheureux en 1948, 1968, 1971.

RC Toulon
- Titulaires : Manu Diaz, Bernard Herrero, Yann Braendlin, Marc Pujolle, Jean-Charles Orso, Éric Champ, Thierry Louvet, Eric Melville, Jérôme Gallion, Christian Cauvy, Pascal Jehl, Pierre Trémouille, Alain Carbonel, Éric Fourniols, Jérôme Bianchi
- Remplaçants : David Jaubert, Yvan Roux, Henri Chapus, Fabrice Fargues

Racing club de France
- Titulaires : Eugenio Stefan, Jean-Pierre Genet, Murray Dawson, Michel Tachdjian, Patrick Serrière, Laurent Cabannes, Xavier Blond, Claude Atcher, Gérald Martinez, Franck Mesnel, Yvon Rousset, Éric Blanc, Renaud Authié, Jean-Baptiste Lafond, Didier Pouyau
- Remplaçants : Philippe Guillard, Franck Hélière, Jean-François Impinna, Vincent Lelano, Laurent Rouyres, Herve Jegou

Points marqués
RC Toulon : 1 essai de Jaubert, 1 transformation et 2 pénalités de Bianchi, 1 drop de Trémouille
Racing club de France : 1 essai de Genet, 1 transformation et 2 pénalités de Pouyau
L'équipe show-Bizz du Racing a joué la finale avec un nœud papillon rose ! À la mi-temps Philipe Guillard, dit la Guille, a remplacé J.B. Lafond qui était blessé. Le RC Toulon l'emporte à l'issue d'un match très serré, un Herrero (Bernard) est enfin champion de France de rugby.
- 6 juin 1992. Finale de championnat de France RC Toulon-Biarritz olympique (19-14). Toulon : 1 essai Repon (44e), 3 drops Delaigue (37e, 47e) et Hueber (75e), 2 pénalités Teisseire (5e) et Jehl (15e). Biarritz : 2 essais Feuillade (8e) et Hontas (78e), 2 pénalités Blanco (19e) et Arrieta (73e)[116]. Troisième Brennus complètement inattendu pour une équipe de minots, lors du dernier match du Biarrot international Serge Blanco.
- 18 mai 2013. Finale de Coupe d'Europe RC Toulon-ASM Clermont (16-15). Toulon : 1 essai Delon Armitage 64e, 3 pénalités Wilkinson (15e, 46e, 61e), 1 transformation Wilkinson (65e). Clermont : 2 essais Nalaga (41e) et James (47e), 1 pénalité Parra (3e), 1 transformation Parra (48e). Lors de la première mi-temps, le match est équilibré (3-3). Au retour des vestiaires, les Clermontois plantent deux essais en six minutes, dont un transformé (3-15). Grâce à la botte de Jonny Wilkinson, le RCT réussit à remonter à 9-15. À la 64e minute, un essai de Delon Armitage transformé par Wilkinson met le RCT en tête pour la première fois du match (16-15). Le score ne va plus bouger. Les assauts auvergnats se heurtent à une défense toulonnaise qui ne commet pas de fautes. À la 78e minute, David Skrela tente le drop de la victoire pour Clermont. Il est contré par Bastareaud. Dans un dernier élan, Clermont repart à la charge. Sivivatu laisse échapper en touche le ballon de l'essai[117]. Toulon est champion d'Europe pour la première fois de son histoire.
- 31 mai 2014. Finale de championnat de France RC Toulon-Castres olympique (18-10). Toulon : 5 pénalités Wilkinson (8e, 23e, 32e, 54e) et Delon Armitage (74e), 1 drop Wilkinson (35e). Castres : 1 essai Evans (11e), 1 pénalité Kockott (29e), 1 transformation Kockott (11e). Le RCT affronte un CO qui l'a battu l'année précédente au même stade de la compétition. Les Toulonnais se laissent surprendre et encaissent un essai dès la 11e. Mais la botte de Wilkinson leur permet de passer devant à la mi-temps (12-10). En seconde période, le buteur toulonnais continue son sans-faute, tandis que son homologue castrais subit trois échecs. À la 74e, Delon Armitage passe une pénalité de 49 mètres (18-10). Le score en reste là. Le RCT réalise un doublé inédit Coupe d’Europe-Championnat. Jonny Wilkinson termine sa carrière sur une belle performance[118]. Le Stade de France lui rend hommage par un God Save the Queen[119].
- 2 mai 2015. Finale de Coupe d'Europe RC Toulon-ASM Clermont (24-18). Toulon : 2 essais Bastareaud (40e) et Drew Mitchell (70e), 4 pénalités Halfpenny (17e, 29e, 33e, 52e), 1 transformation Halfpenny (40e). Clermont : 2 essais Fofana (25e) et Abendanon (63e), 2 pénalités Lopez (8e, 14e), 1 transformation Lopez (64e). Toulon est dominé durant les 20 premières minutes et finit par remettre la main sur le match[120]. Le RCT entre dans l'histoire du rugby européen en décrochant trois fois de suite la Coupe d'Europe, une performance jamais réalisée jusque-là.

## Autres activités sportives
Jusque l'entre-deux-guerres, le club a développé des compétitions d'athlétisme et de football-rugby. Il concourra même à la création de la première course cycliste sur le mont Faron en 1920, la course de côte du mont Faron, à l'initiative de son président le Dr Busquet, lors de la quinzaine varoise.